# Meslan
Ne doit pas être confondu avec Mesland.
Meslan [melɑ̃] est une commune française située dans le département du Morbihan en région Bretagne. Historiquement, elle fait partie du Vannetais et du Kemenet-Héboé.

## Géographie

### Localisation et communes limitrophes
Meslan est une commune rurale, bordée à l'ouest par la rivière Ellé. Elle sert de frontière naturelle avec les communes limitrophes de Le Faouët, Lanvénégen et Querrien. Les autres communes limitrophes ont pour nom Guilligomarc'h au sud, Berné à l'est et Priziac au nord. Le bourg communal est excentré à l'est et n'est distant du bourg voisin de Berné que de 3 km. La ville de Quimperlé est situé à 17 km au sud-ouest du bourg, la ville de Lorient à 28 km au sud, la ville de Pontivy à 34 km à l'est et la ville de Vannes à 63 km au sud-est.
| - Localisation de Meslan sur une carte des communes du Morbihan. - Carte de la commune de Meslan et de ses environs. |

| Ellé, Le Faouët            | Priziac                    | Berné |
| Ellé, Lanvénégen           | Meslan                     | Berné |
| Ellé, Querrien (Finistère) | Guilligomarc'h (Finistère) | Berné |

### Relief et hydrographie

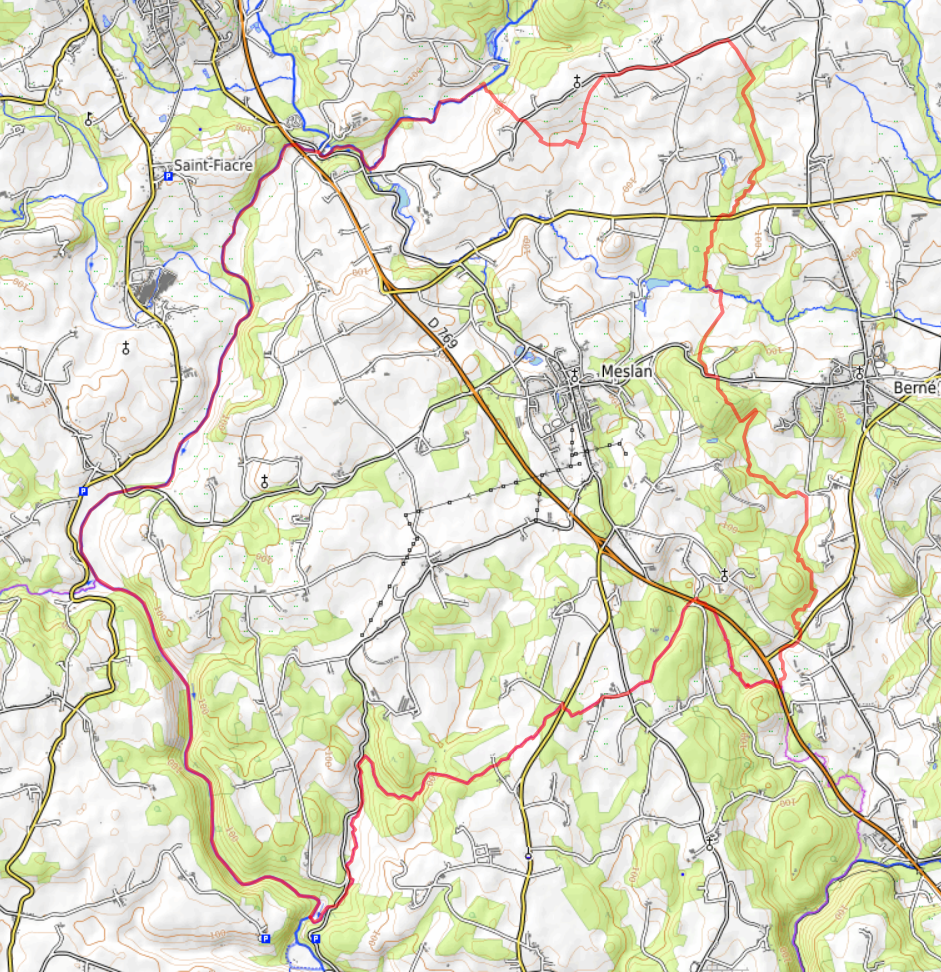
Carte topographique de la commune de Meslan.

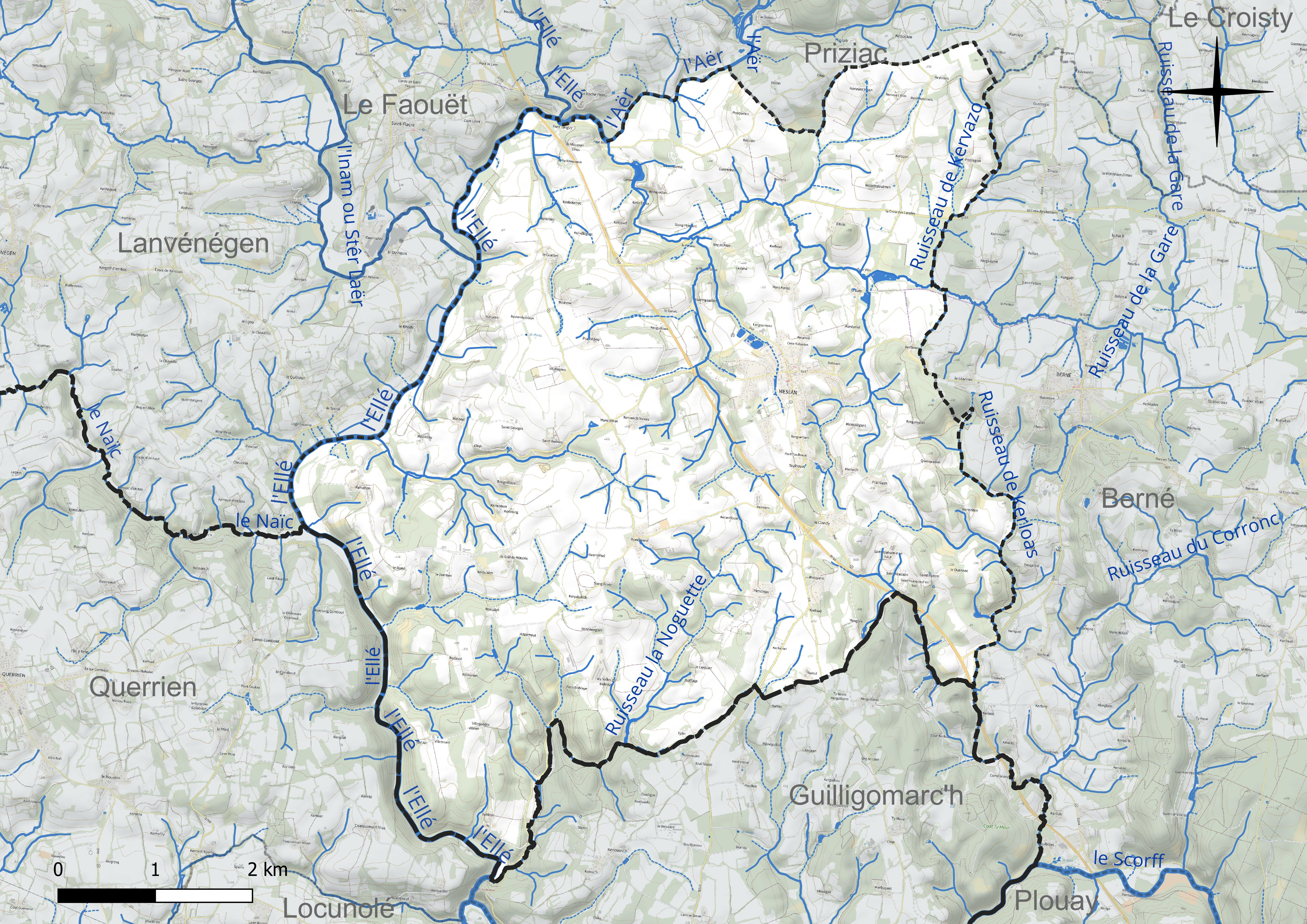
Carte du réseau hydrographique de Meslan.

La commune est vallonnée et son territoire s'étage entre 35 m (fond de la vallée de l'Ellé à l'extrémité sud de la commune) et 160 m d'altitude (près du village de Restinois à l'extrémité nord de la commune). En plus de l'Ellé qui la borde à l'ouest, la commune est parcourue par de nombreux cours d'eau de taille plus modeste : le ruisseau de la Noguette, long de 6,2 km, qui se jette dans l'Ellé après avoir matérialisé la limite sud de la commune, le Stang Hingant, qui traverse la commune d'est en ouest avant de se jeter dans l'Aër à Pont-Tanguy, le ruisseau de Kerloas, long de 6,7 km, qui se jette dans le Scorff et le ruisseau du Moulin Julien, long de 3,1 km, qui se jette dans l'Ellé au pont de Loge-Coucou. Ces cours d'eau appartiennent tous au bassin de l'Ellé/Laïta à l'exception du ruisseau de Kerloas qui appartient au bassin du Scorff.

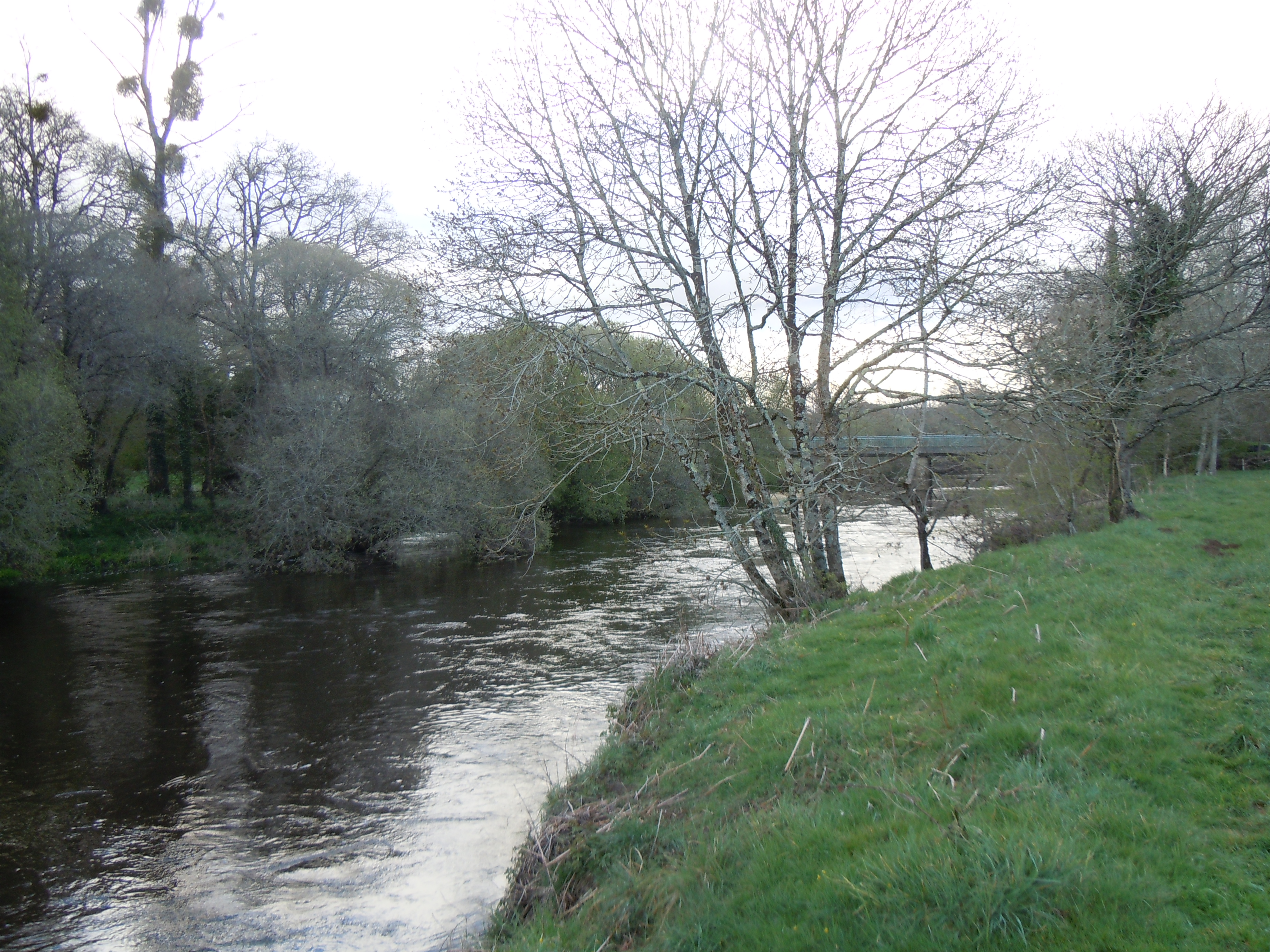
L'Ellé à Loge Coucou.
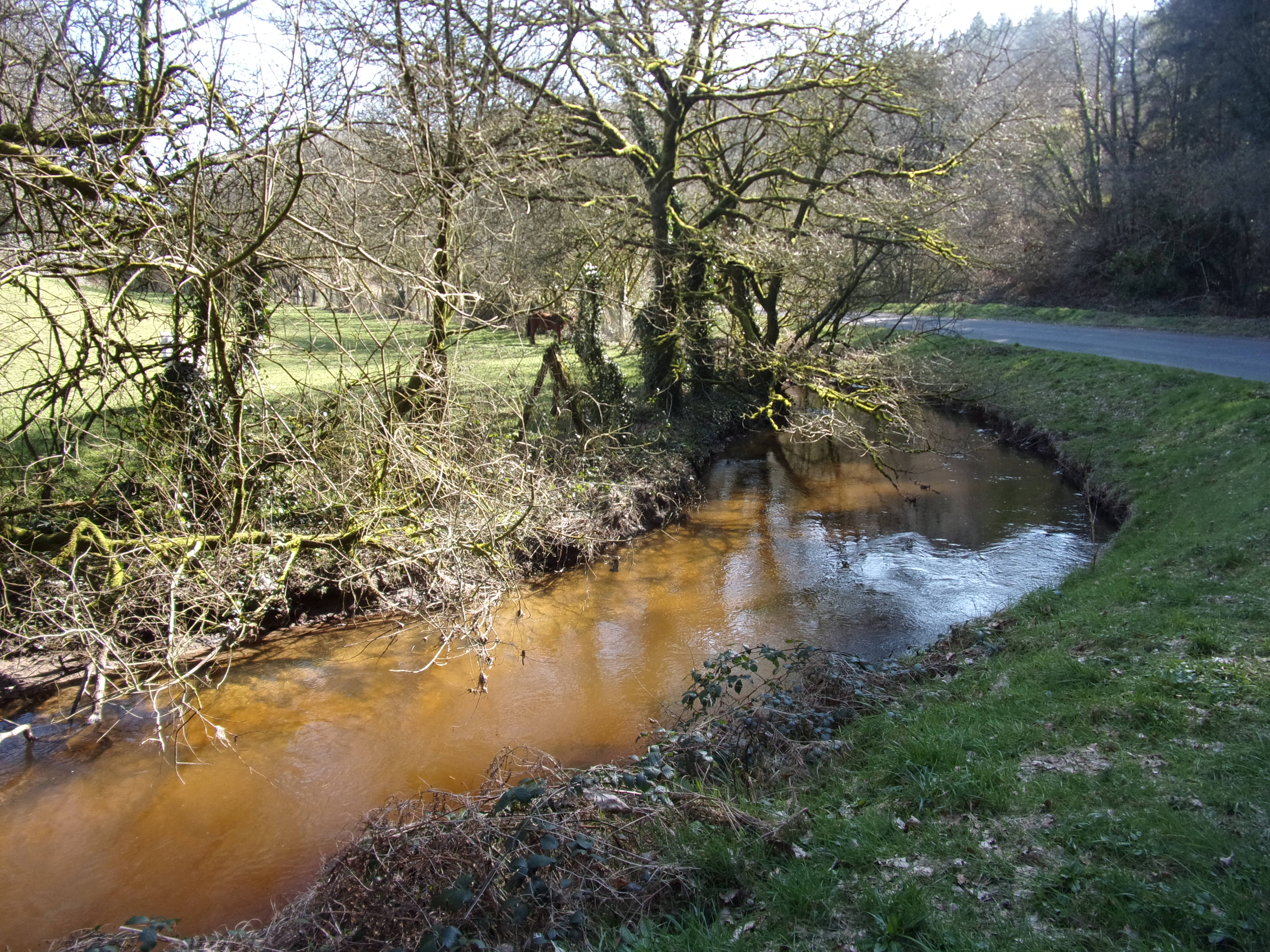
Le ruisseau de Stang Hingant près de Botquédan.

### Géologie
Le sous-sol de Meslan est constitué de granite à cristaux de micas blanc sauf dans le quart nord où il s'agit de micaschiste. Du minerai contenant de l'uranium a été extrait pendant une courte période allant de 1963 à 1977 sur deux sites de la commune : Rosglas et Kervrec'h.

### Paysages
Le bocage a presque entièrement disparu à la suite du remembrement dans les années 1970. La commune possède par contre de nombreux secteurs boisés, en particulier au sud dans le quartier de Boblaye. La commune possède 679 ha de bois pour une superficie de 3 713 ha soit un taux de boisement de 18,3 %.

### Voies de communication et transports
La commune est traversée selon un axe nord-ouest - sud-est par l'axe Lorient-Roscoff (D 769). Le bourg de Meslan est distant par la route de 31,7 km de Lorient, la ville la plus proche.

### Hydrographie
Pour un article plus général, voir Réseau hydrographique du Morbihan.
La commune est située dans le bassin Loire-Bretagne. Elle est drainée par l'Ellé, l'Aër, le ruisseau de Kerloaz, le ruisseau la noguette, le ruisseau de Kernevez et divers autres petits cours d'eau,.
L'Ellé, d'une longueur de 76 km, prend sa source dans la commune de Glomel et se jette  dans la Laïta, estuaire formé par l'Ellé et l'Isole en limite d'Guidel et de Clohars-Carnoet, après avoir traversé 16 communes. 
L'Aër, d'une longueur de 28 km, prend sa source dans la commune de Ploërdut et se jette  dans l'Ellé sur la commune, après avoir traversé cinq communes. 

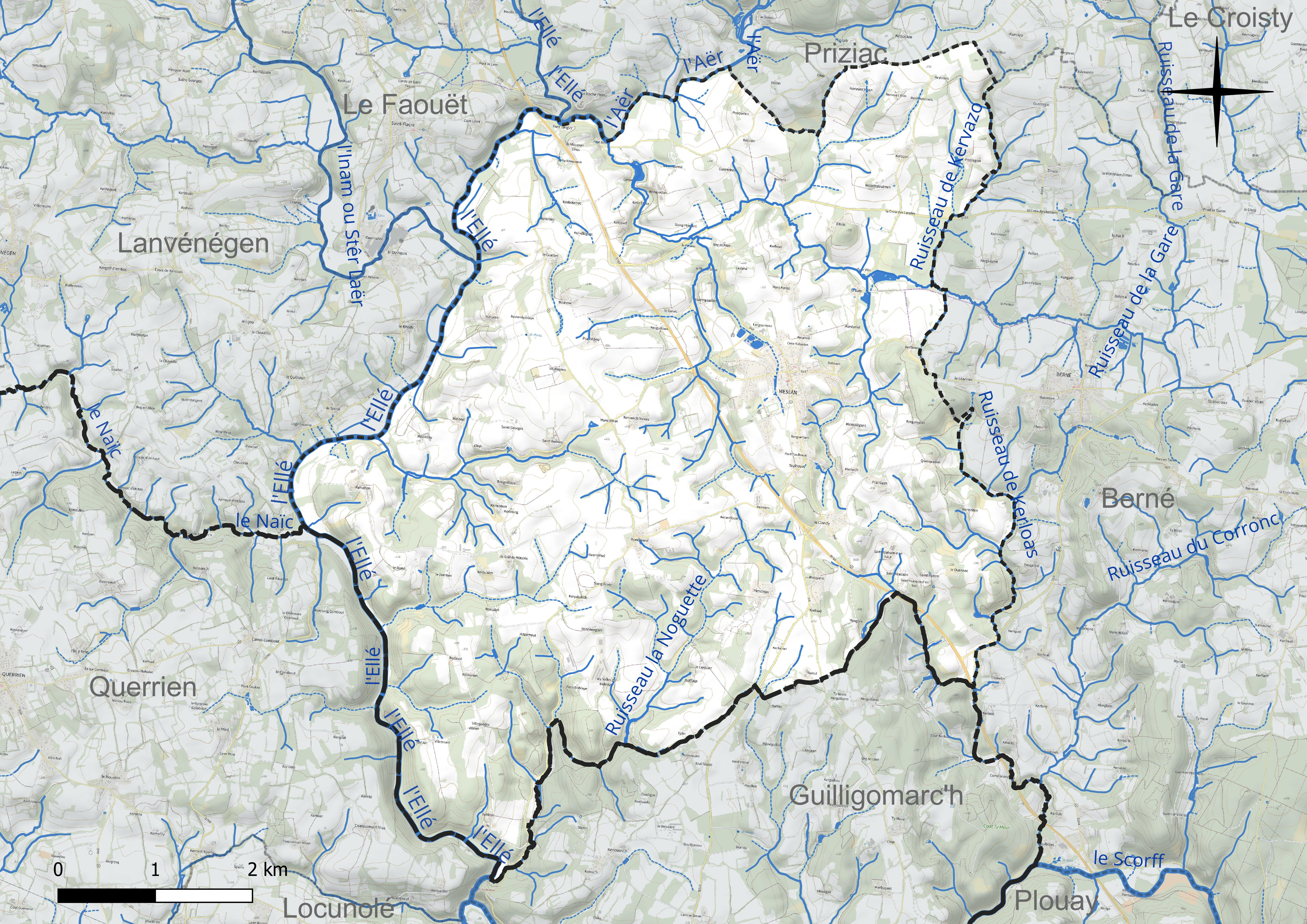
Réseau hydrographique de Meslan.

### Climat
Pour des articles plus généraux, voir Climat de la Bretagne et Climat du Morbihan.
En 2010, le climat de la commune est de type climat océanique franc, selon une étude du CNRS s'appuyant sur une série de données couvrant la période 1971-2000. En 2020, Météo-France publie une typologie des climats de la France métropolitaine dans laquelle la commune est exposée à un climat océanique et est dans la région climatique  Bretagne orientale et méridionale, Pays nantais, Vendée, caractérisée par une faible pluviométrie en été et une bonne insolation. Parallèlement l'observatoire de l'environnement en Bretagne publie en 2020 un zonage climatique de la région Bretagne, s'appuyant sur des données de Météo-France de 2009. La commune est, selon ce zonage, dans la zone « Intérieur », exposée à un climat médian, à dominante océanique.
Pour la période 1971-2000, la température annuelle moyenne est de 11,3 °C, avec une amplitude thermique annuelle de 11,7 °C. Le cumul annuel moyen de précipitations est de 1 077 mm, avec 15,3 jours de précipitations en janvier et 7,7 jours en juillet. Pour la période 1991-2020, la température moyenne annuelle observée sur la station météorologique la plus proche, située sur la commune de Lanvénégen à 8 km à vol d'oiseau, est de 12,1 °C et le cumul annuel moyen de précipitations est de 1 215,0 mm,. Pour l'avenir, les paramètres climatiques de la commune estimés pour 2050 selon différents scénarios d’émission de gaz à effet de serre sont consultables sur un site dédié publié par Météo-France en novembre 2022.

## Urbanisme

### Typologie
Au 1er janvier 2024, Meslan est catégorisée commune rurale à habitat dispersé, selon la nouvelle grille communale de densité à sept niveaux définie par l'Insee en 2022.
Elle est située hors unité urbaine. Par ailleurs la commune fait partie de l'aire d'attraction de Lorient, dont elle est une commune de la couronne,. Cette aire, qui regroupe 31 communes, est catégorisée dans les aires de 200 000 à moins de 700 000 habitants,.

### Occupation des sols

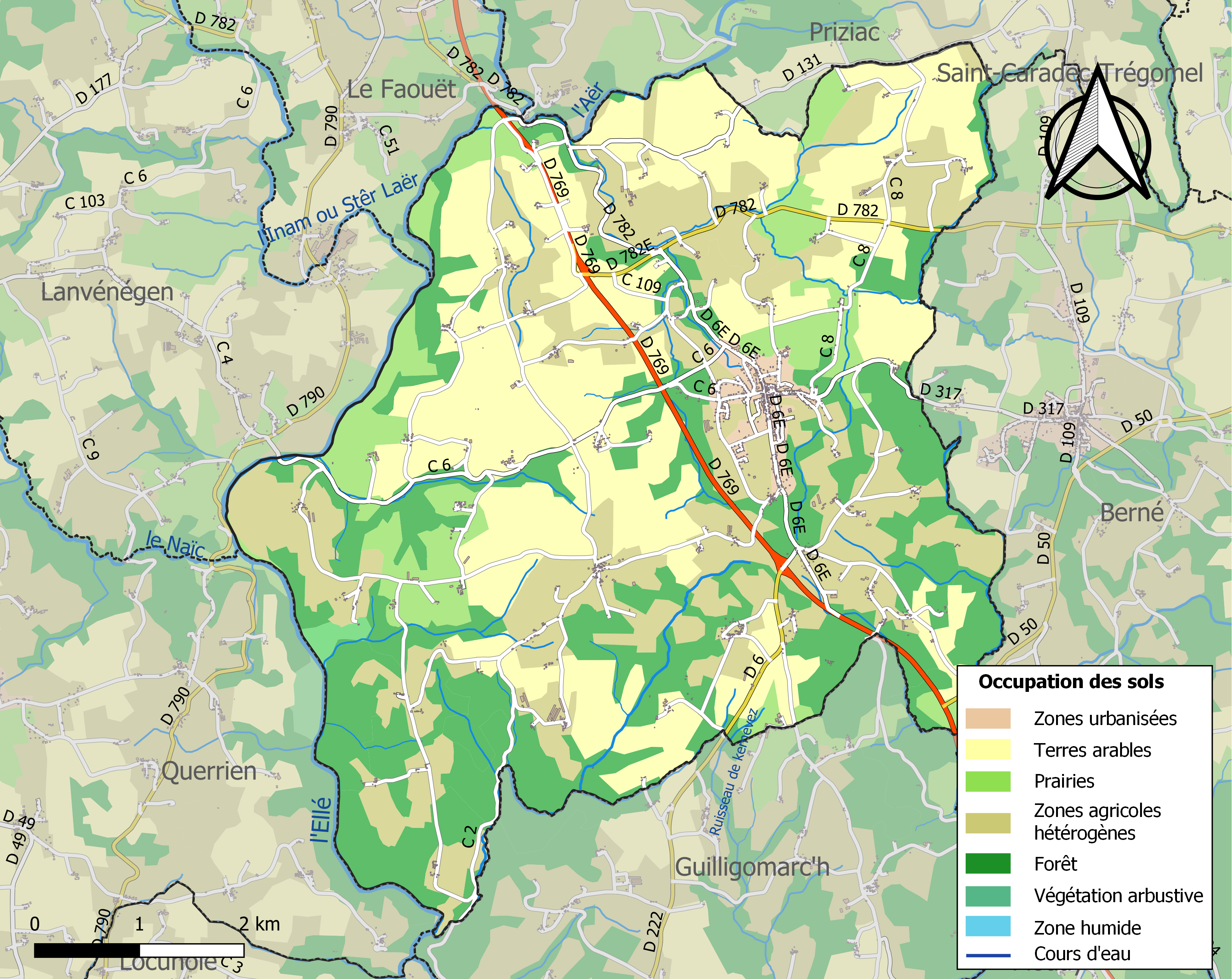
Carte des infrastructures et de l'occupation des sols de la commune en 2018 (CLC).

Le tableau ci-dessous présente l'occupation des sols détaillée de la commune en 2018, telle qu'elle ressort de la base de données européenne d’occupation biophysique des sols Corine Land Cover (CLC).
| Type d’occupation                                                                   | Pourcentage | Superficie (en hectares) |
| ----------------------------------------------------------------------------------- | ----------- | ------------------------ |
| Tissu urbain discontinu                                                             | 1,8 %       | 68                       |
| Terres arables hors périmètres d'irrigation                                         | 32,2 %      | 1245                     |
| Prairies et autres surfaces toujours en herbe                                       | 9,2 %       | 356                      |
| Systèmes culturaux et parcellaires complexes                                        | 20,6 %      | 796                      |
| Surfaces essentiellement agricoles interrompues par des espaces naturels importants | 7,3 %       | 282                      |
| Forêts de feuillus                                                                  | 15,8 %      | 612                      |
| Forêts de conifères                                                                 | 4,8 %       | 188                      |
| Forêts mélangées                                                                    | 7,9 %       | 306                      |
| Forêt et végétation arbustive en mutation                                           | 0,4 %       | 14                       |
| Source : Corine Land Cover                                                          |             |                          |

### Morphologie urbaine
Le Bourg constitue la principale agglomération de la commune. Le reste de la population se disperse dans près de 80 lieux-dits et écarts. Le village de Bonijard constitue la plus importante agglomération après le Bourg.

### Logement
En 2019 on recensait 806 logements à Meslan. 643 logements étaient des résidences principales (79,8 %), 67 des résidences secondaires (8,4 %) et 96 des logements vacants (11,9 %). Sur ces 806 logements, 766 étaient des maisons (95,1 %) contre 34 seulement des appartements (4,3 %). Sur les 643 résidences principales, 103 avaient été construites avant 1919, soit un taux de 16,2 %. Le tableau ci-dessous présente la répartition en catégories et types de logements à Meslan en 2019 en comparaison avec celles du Morbihan et de la France entière.
|                                                         | Meslan | Morbihan | France entière |
| ------------------------------------------------------- | ------ | -------- | -------------- |
| Résidences principales (en %)                           | 79,8   | 74,9     | 82,1           |
| Résidences secondaires et logements occasionnels (en %) | 8,4    | 17,9     | 9,8            |
| Logements vacants (en %)                                | 11,4   | 16,2     | 8,1            |

Le bâti de type traditionnel, construit avec des matériaux locaux, reste néanmoins important, particulièrement dans les hameaux.

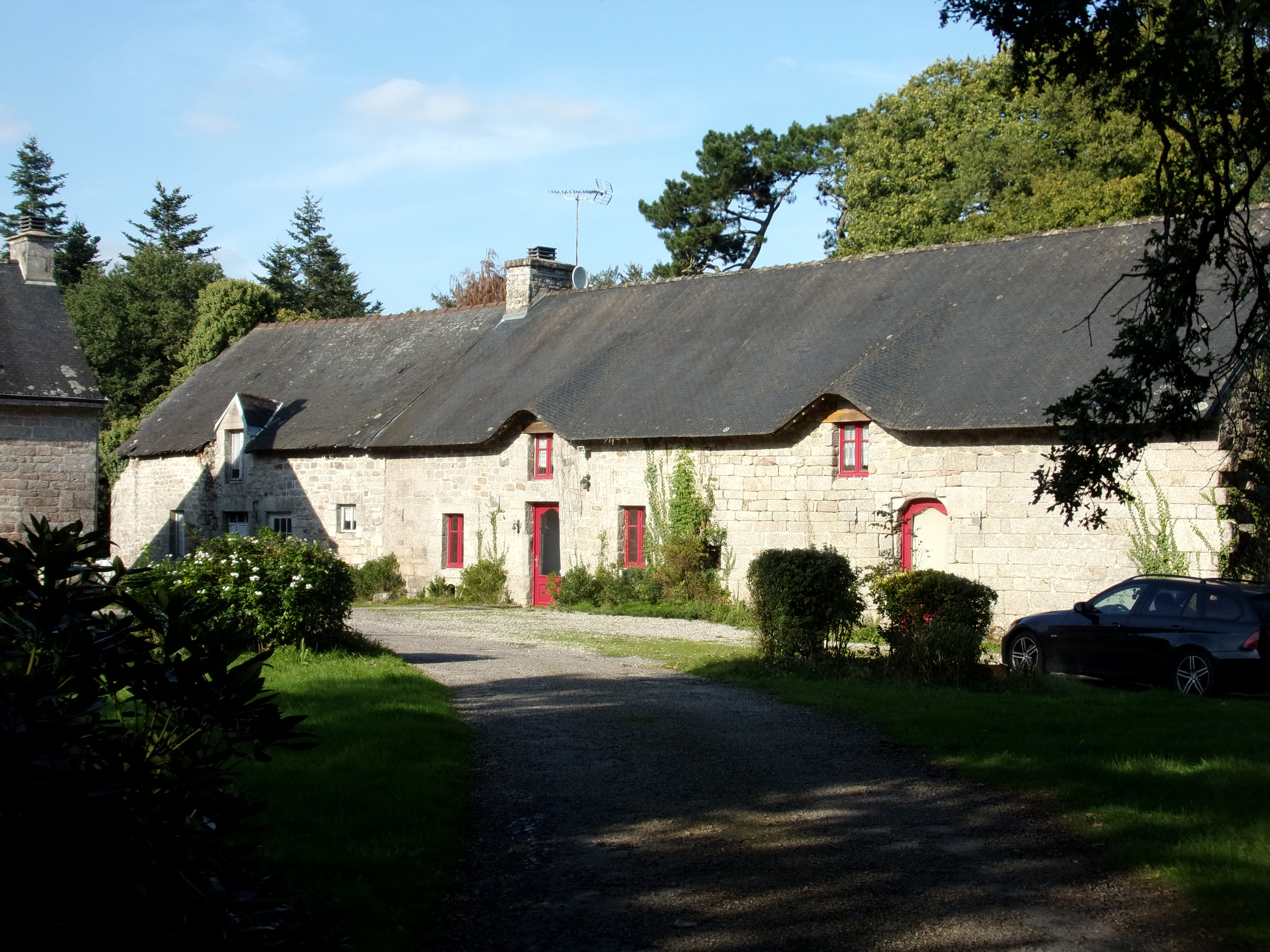
Ancienne longère dans le village de Roscalet.
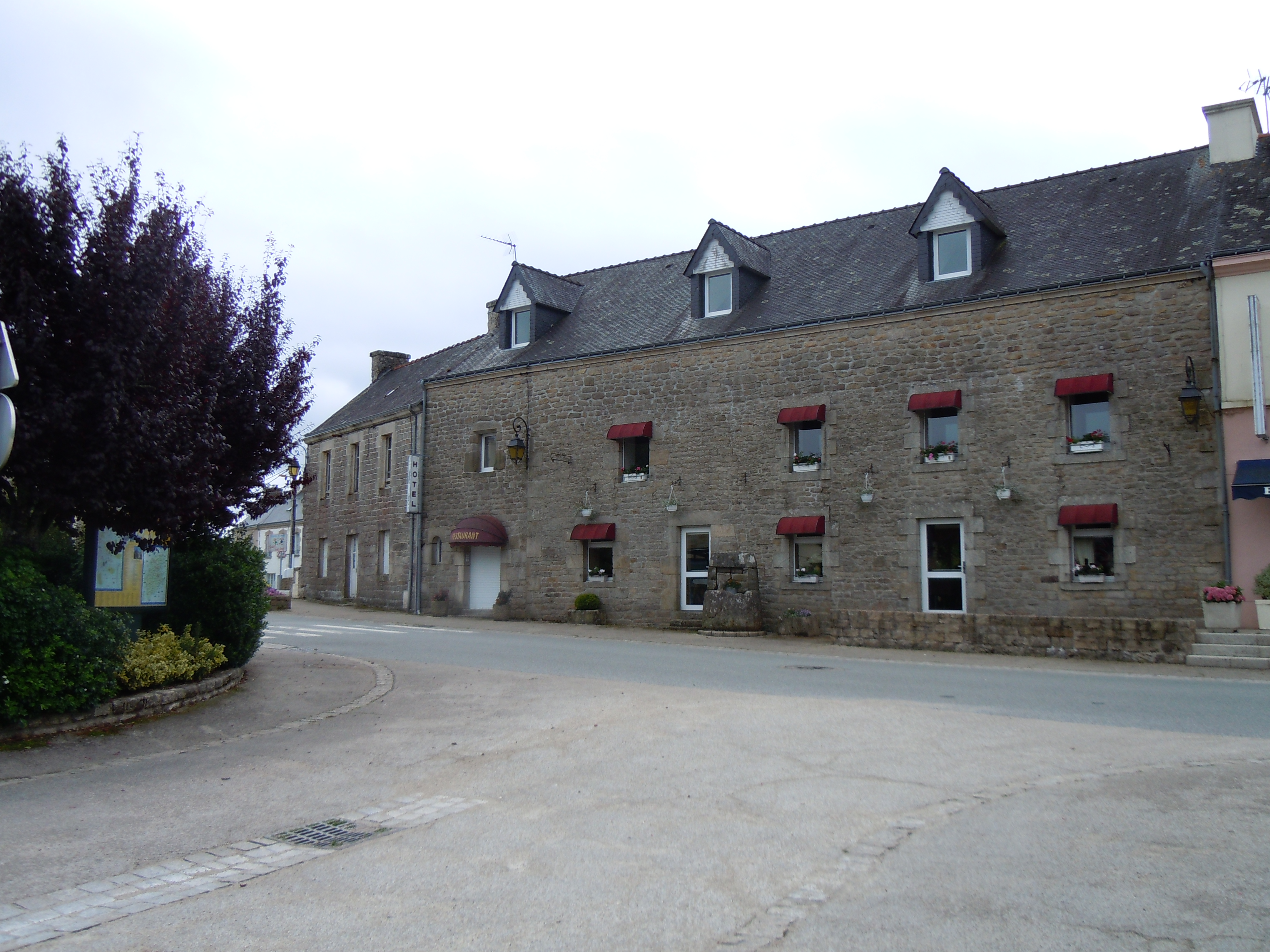
Maison du centre bourg avec son vieux puits.
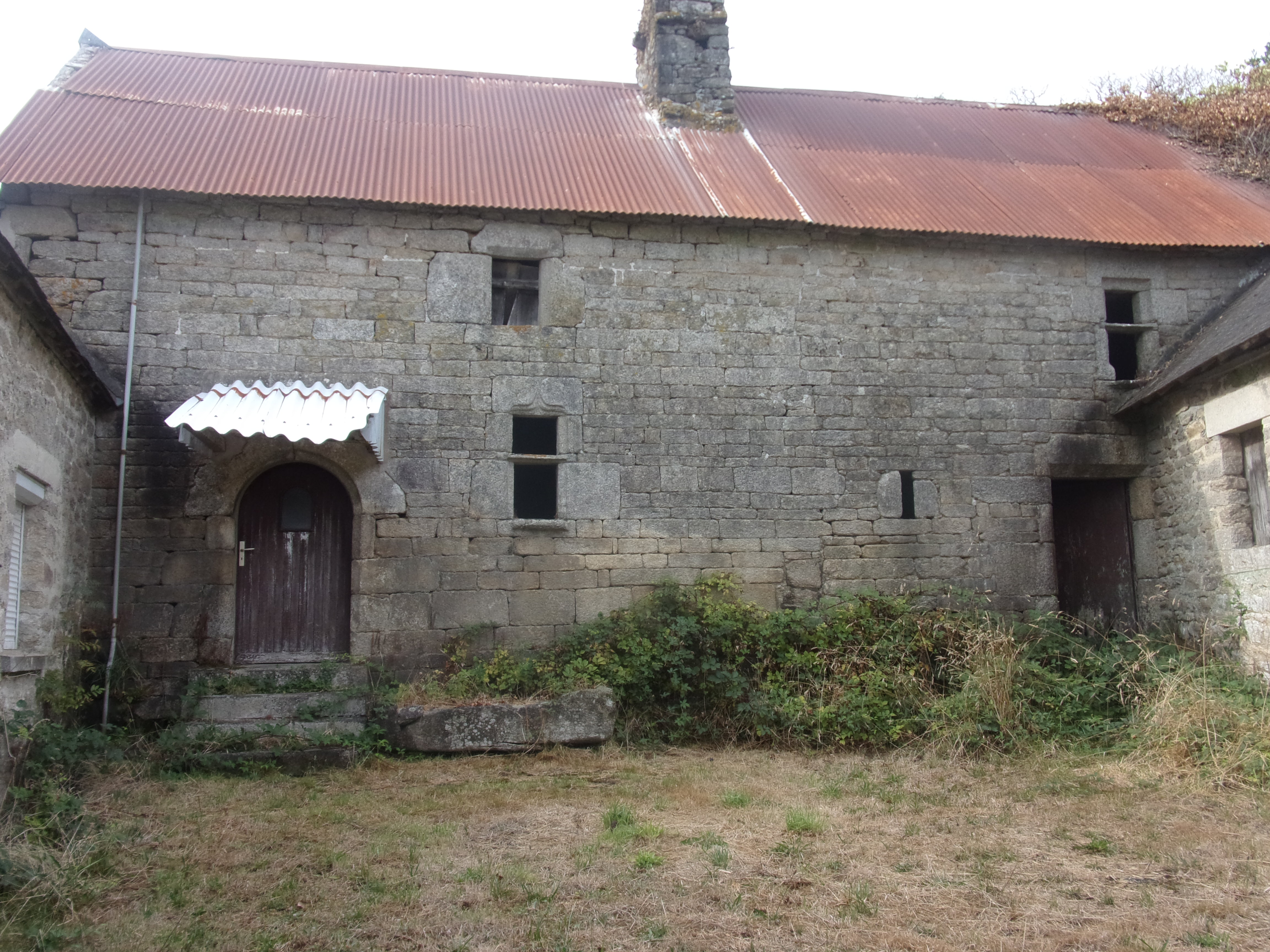
Vieille maison du village de Bonigeard ayant conservé ses linteaux sculptés et ses fenêtres à traverses.

## Toponymie
Attesté sous les formes Metlan et Mezlan en 1282
Le nom de Meslan viendrait de saint Melan ou Melaine, évêque de Rennes de 505 à 530.
Melann en breton semble dériver du gaulois Medio, milieu et lano, plaine. Meslan serait donc la « Plaine du milieu ».
Sur la commune de Meslan, on note la présence d'un village nommé "le Clandy" qui correspond probablement à l'emplacement d'une ancienne léproserie. Ce toponyme associant les termes Klan  (« malade ») et Ty (« maison ») servait en effet à désigner au Moyen Âge ce type d'établissement.

## Histoire

### Préhistoire et Antiquité
La stèle de Penvern date de l'Âge du fer.

### Moyen-Âge
Meslan est probablement issu du démembrement de la paroisse de l'Armorique primitive de Priziac.
La présence en Meslan de deux lieux-dits nommés le "Grand" et le "Petit Moustoir" indiquent probablement l'existence d'un ancien établissement monastique, disparu sans avoir laissé d'autres traces. La paroisse est citée pour la première fois en 1282 dans les archives de l'Abbaye de la Joie d'Hennebont, mais est probablement antérieure à cette date.

#### Seigneuries et maisons nobles

Blason des de Stanghingant, seigneurs de Stanghingant et de Restinois.

Sous l'Ancien Régime, Meslan était le siège d'une vicomté qui fut rattachée à la baronnie du Faouët au XVIIe siècle par les du Fresnay. Les principaux seigneurs de la paroisse étaient les De Stanghingant qui résidaient aux XVe et XVIe siècles dans leur manoir de Restinois. Leurs armes étaient « de gueules au sautoir d'argent ». Au XVIIe siècle, la seigneurie passa par alliance à la famille Jeguic.

#### XVesiècle
En 1420, les maisons nobles étaient le manoir de Rosqualet (Roscalet) à Jean Mauléon, Kerancoet (Kerhoat) à Stanghingant, Restunoel (Restinois) à Jean Stanghingant, Kerflénic (Kerflémic) à Jean de la Villeneuve, Kermoil (Kerroualch) à N.

### Temps modernes

#### XVIesiècle
Le 8 janvier 1513 pour la paroisse de Mezlan (Meslan), lors de la réformation des fouages, les notables de Mezlan s'étaient réunis en l'église de Mezlan. Les rapporteurs étaient : Jéhan Hervé fabrique, Henry Perron de Rossguillou, Guillaume Persoms, Jéhan Le Bourdiec, Jéhan Le Bris, Ollivier Le Bris, et Jéhan Piol; étaient exempte de fouage :
Le manoir de Restingoezn (Restinois) noble à Charles de Stanchingant seigneur dudit lieu, noble et extrait de nobles et y demeure.
Le manoir de Kerranmoualch (Keroualch) noble à Nicolas de Kerancourchin seigneur dudit lieu y demeure.
Le manoir de Kerflémic noble à Thomas de la Villeneufve y demeure.
Jéhan de Stanchingant quel est noble homme et extrait de nobles est demeurant au village de Guernancore (Guernehors). Et puis le dit temps y demourerent (demeurèrent) Jouhan Le Gal et Pierre Le Baill quels estoient payables et contribuables au fouages.
Le manoir ou villaige de Roeznou (Le Runo) noble à Jéhan Panetou.
Le manoir de la Salle (les Salles) noble et exempt à hault et puissant sire Loys de Rohan sire de Guémené.
Le manoir de Lennez (le Ouennec) exempt de fouage appartenant audit sire.
Le manoir de Rozcalec (Roscalet) noble à Jéhanne d'Avaugour dame de Mezlan.
L'église paroissiale, placée sous le vocable de Saint Mélaine, est reconstruite en 1577, selon une inscription gravée dans le porche sud de l'église.

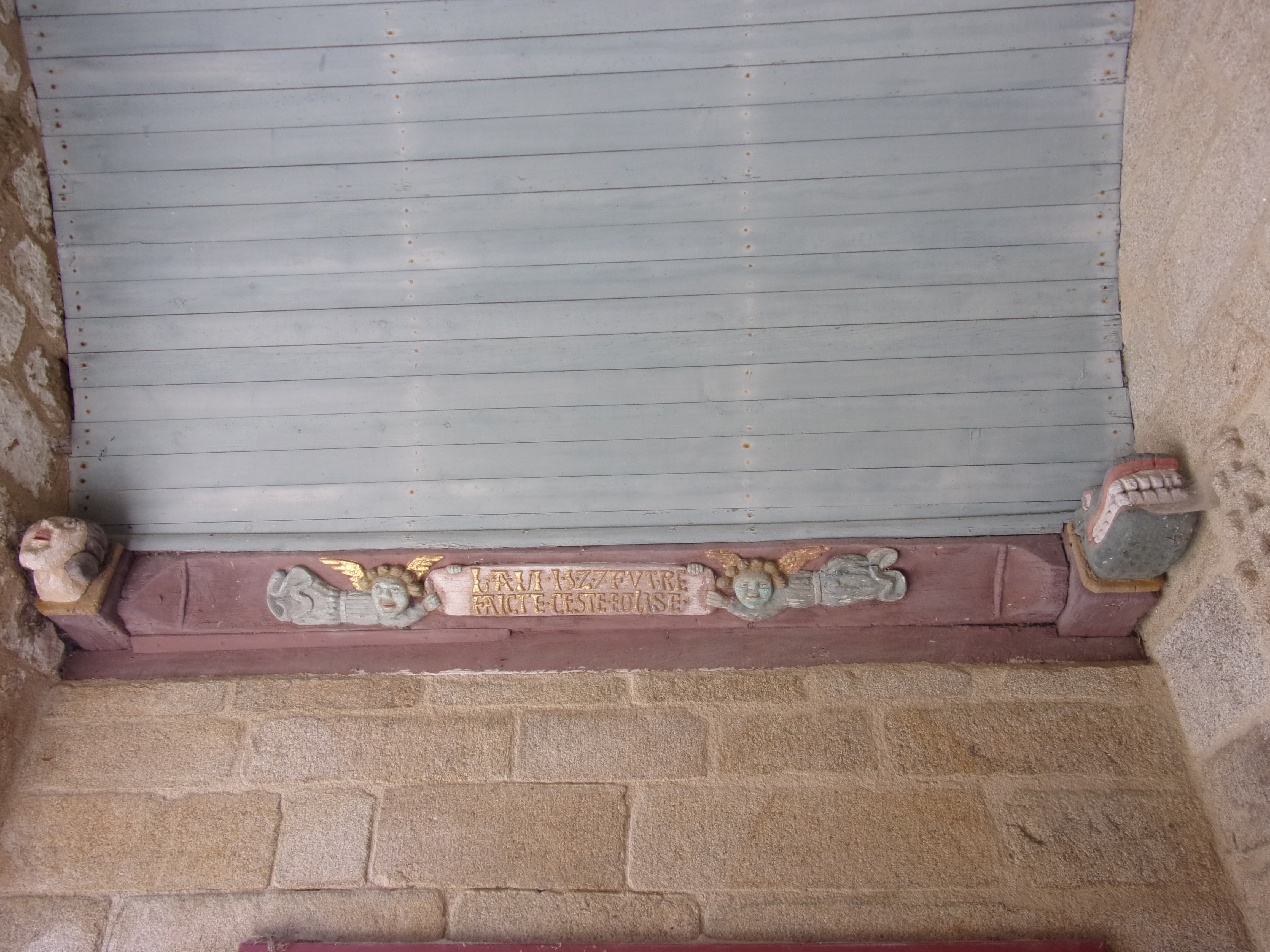
Inscription gravée dans le porche de l'église donnant la date du début des travaux de reconstruction (1577).

#### XVIIesiècle
Pendant la Révolte des Bonnets rouges, Alain Maillard, prêtre de Lanvénégen, appelle les habitants de Meslan et Berné à la sédition, distribuant des papiers et clamant haut et fort qu'il s'agit de la gabelle que l'on veut leur faire payer.

#### XVIIIesiècle
Le 20 décembre 1743 le cadavre de Louis-Marie Pédron, tenancier d'un cabaret mal famé, mais où logeaient des étudiants du collège de Vannes, fut retrouvé dans le port de Vannes. Trois de ces étudiants furent, après enquête du lieutenant général de l'Amirauté de Vannes, inculpés de l'assassinat ; ils s'enfuirent, mais l'un d'entre eux, Gabriel Le Roy, originaire de Meslan, âgé de 23 ans, fut retrouvé, caché dans la maison noble de Stanguingan, le 11 mai 1744. Condamné « à être rompu vif après avoir été soumis à la question ordinaire », il avoua son crime. Il fut exécuté (mais « étranglé avant d'être roué ») le 25 septembre 1745 sur un échafaud dressé sur la Place du Marché à Vannes.
La paroisse avait quatre frairies : bourg,  Sainte-Catherine, Saint-Armel et Saint-Georges.

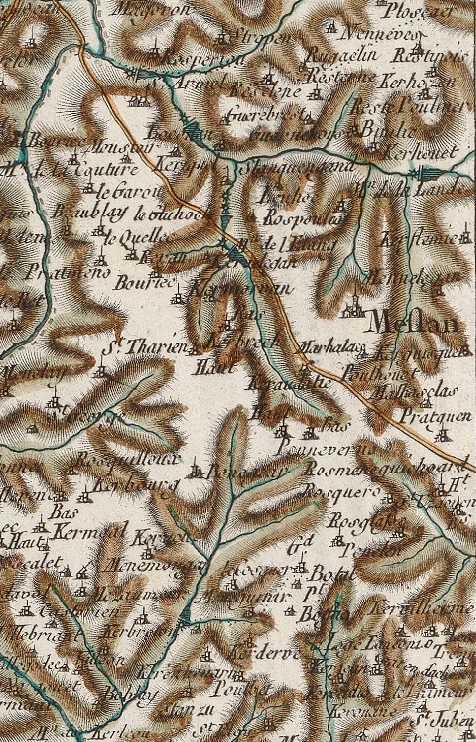
Carte de Cassini de la paroisse de Meslan (partie ouest, 1783).

Jean-Baptiste Ogée décrit ainsi Meslan en 1778 :

« Meslan ; à 13 lieues au Nord-Ouest de Vannes, son évêché ; à 27 lieues un quart de Rennes ; et à 5 lieues de Hennebon, sa subdélégation et son ressort. On y compte 1 800 communiants : la Cure est à l'Ordinaire. Le territoire de cette paroisse est coupé de ruisseaux qui tombent dans les rivières d'Ellé et d'Escorff : c'est un pays couvert [de bocage], qui renferme des terres en labeur [labour], des prairies, et des landes ; on y fait du cidre. La haute , moyenne et basse justice de Bafregan et de Meslan appartient à M. de Ramès. »

### Révolution française
En 1790, la paroisse de Meslan est érigée en commune du canton et du district du Faouët. La période révolutionnaire voit patriotes et chouans s'affronter dans la région. En janvier 1791, le recteur de la paroisse, Jean René Duparc et le curé, Guillaume Le Moing, refusent de prêter le serment à la nouvelle Constitution civile du clergé. Le 5 septembre 1791, le district du Faouët s'adresse à Guillaume Le Moing, ex-curé de Meslan :  « Nous avons appris que vous causez une grande fermentation dans la paroisse de Meslan par vos menées sourdes et hypocrites, vos propos incendiaires et discours séditieux. Nous vous enjoignons de sortir de la paroisse de Meslan et de vous en éloigner de plus de dix lieues dans le délai de 3 jours, faute de quoi vous serez conduit hors du département ». Les biens des chapelles de Meslan (Saint-Armel, Saint-Georges et Saint-Patern), biens nationaux, sont vendus aux enchères le 29 juin 1794 au profit des patriotes qui s'en portent acquéreurs. Les journées du 9 et du 10 janvier 1795 sont particulièrement mouvementées à Meslan. Louis Trouboul, officier municipal de la commune, est tué de plusieurs coups de fusil par les chouans, après que ces derniers l'aient contraint à se mettre à genoux et à réciter son Confiteor. Les demeures du citoyen Puissant, recteur constitutionnel de la paroisse et celle d'Étienne Jamet, secrétaire greffier, sont pillées. Leurs occupants s'étaient déjà fort prudemment réfugiés au Faouët. L'arbre de la liberté est arraché le 5 janvier 1795. Réfugié au Faouët, Étienne Jamet, ancien capucin et curé constitutionnel de Guiscriff, se retrouvait à Meslan le 11 juillet 1795 pour les devoirs de sa charge de greffier. Il s'en revenait le lendemain quand il fut rejoint par des chouans sans doute prévenu de son passage. Son cadavre fut retrouvé au milieu du chemin, près du moulin de l'Étang en Meslan.
Jean Salvar, le fils du meunier du moulin de Restinois, était le capitaine des chouans pour le secteur de Meslan. Il fut fusillé le 8 janvier 1796 à Vannes.
Le Jour des rois de l'an IV, six soldats républicains quittèrent leur cantonnement de Locunolé pour venir dans un cabaret de Meslan ; ils furent attaqués par une bande de chouans et cinq d'entre eux furent tués. Leurs squelettes, avec leurs uniformes, furent trouvés en 1935 dans un champ du Drennec.

### XIXesiècle
Au début du XIXe siècle, les landes et incultes couvraient selon le cadastre napoléonien une surface considérable, 1 635 hectares soit 43 % de la surface communale, la superficie de la commune étant de 3 801 hectares. Les terres labourables couvraient 1 383 ha, prés et pâturages 254 ha, bois 183 ha, vergers et jardins 230 ha, étangs 7 ha, surface des propriétés bâties 20 ha.. A. Marteville et P.Varin indiquent comme principaux villages « Bisquegou, Kérozène, Néné-Vihan, le Ouannec, Saint-Patern, le Rosglas, Saint-Uzaonnenne-le-Bas, Pont-Foriec, Pencleux, Kervenadouarné, le Cosquer, le Beau-Kerlache, Rosgouallec, Kerbourg, Kervelenne, le Rhuno, le Guellec, Bouzziec. Maison principale : château de Stanghenegant. Moulins: de Beace, de l'Étang, des Landes, de Nertinouais, de Stanghenegant. Il y a foire le 17 avril, le 22 mai et le 28 juin. Géologie : constitution  granitique. On parle le breton ».
Une épidémie de variole frappa 30 personnes et fut 10 morts (3 hommes et 7 enfants) à Meslan entre 1865 et 1870.
En 1872, la population bovine sur la commune s'élevait à 1 941 individus dont 242 bœufs de travail, 30 taureaux, 626 vaches, 265 veaux de moins de 3 mois, 778 taurillons, bovillons et génisses. La population ovine s'élevait  à 668 individus dont 440 brebis, 37 moutons, 13 béliers et 118 agneaux. La population caprine s'élevait à 44 individus. La population porcine s'élevait  à 588 individus dont 336 cochons de lait, 120 truies, 90 cochons et 42 verrats. La population chevaline s'élevait à 230 individus dont 107 juments, 101 chevaux et 22 poulains. On dénombrait aussi 1 430 poules et poulets sur la commune. Les ruches étaient au nombre de 538. On ne recensait que 47  chiens domestiques.
Le recensement de 1872 revèle le faible degré d'instruction de la population. Seulement 25 hommes âgés de 20 ans et plus sur les 381 recensés sur la commune, (6,5 % du total), savent lire et écrire. De même seulement 26 femmes âgées de 20 ans et plus sur les 413 recensées sur la commune (6,3 % du total), savent lire et écrire.

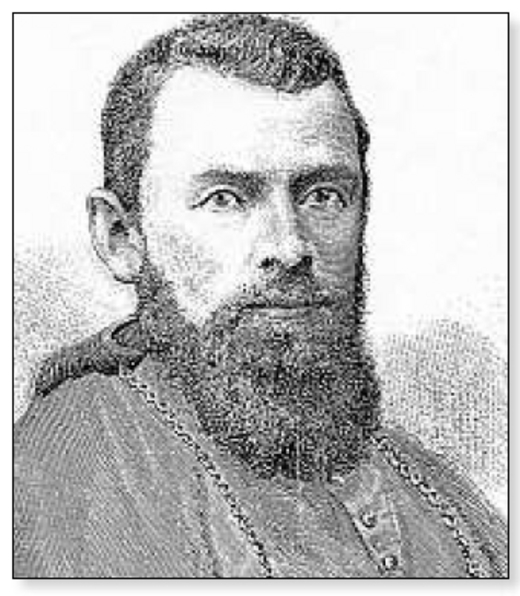
Mgr Mathurin Picarda (1845-1889).

Quatre des fils de Mathurin Picarda, maire de Meslan entre 1852 et 1882, furent missionnaires en Afrique ou aux Antilles: Mathurin (membre de la Congrégation du Saint-Esprit et du Saint-Cœur de Marie, mort après avoir été évêque de Paphos (In partibus infidelium) et vicaire apostolique de Sénégambie, puis évêque du Sénégal), Louis (missionnaire à la Martinique, puis en Haïti), Jean-Marie et Cado, et une de ses filles. Marie Hyacinthe et plusieurs de ses petites filles furent religieuses.
En 1882 des notables de Meslan offrent à l'église Saint-Melaine trois cloches installées "provisoirement" dans un campanile en bois dans le cimetière de l'enclos paroissial.
Le 2 novembre 1884 décède Mme de Boblaye, veuve du général de Boblaye, en son château de Boblaye ; perçue comme une bienfaitrice, une foule nombreuse assista à ses obsèques en l'église de Meslan.

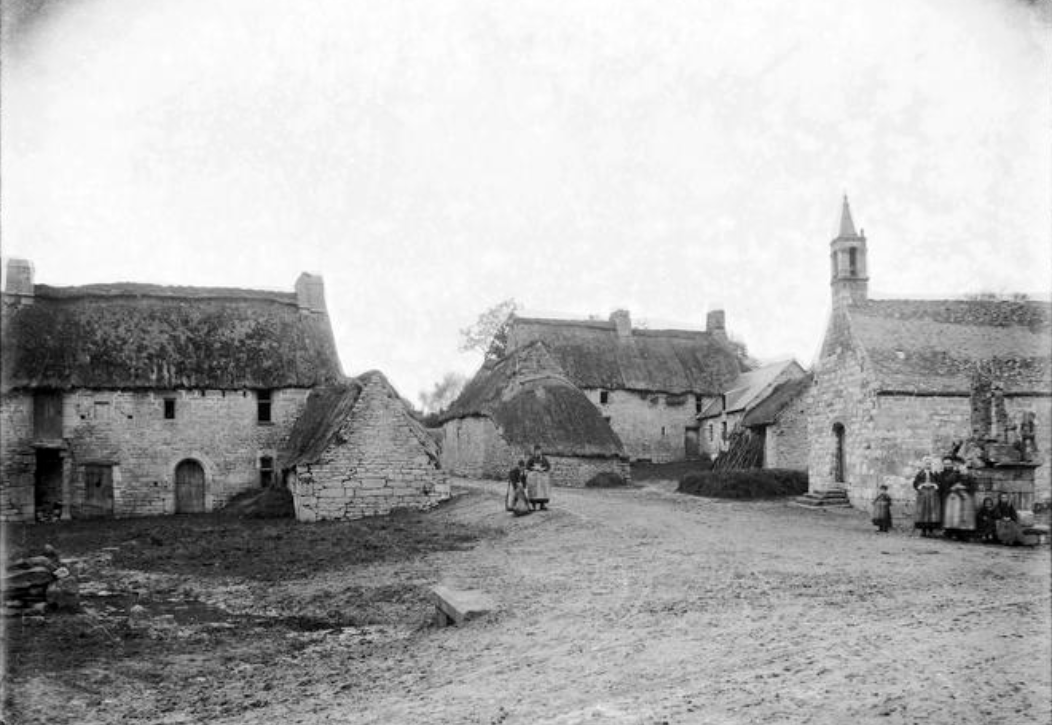
Le village de Bonigeard vers 1900 se compose alors de vieilles fermes aux toits couverts de chaume qui entourent la chapelle et le calvaire.

### XXesiècle

#### La Belle Époque
« Vers 1900, à Langonnet et Meslan, des paysans représentaient, avec foi, vérité du geste, crainte de Dieu (...) La Passion du bon messire Jésus, fils de Dieu, Dieu lui-même » (une pièce de théâtre religieux).
« On se plaint de la dépopulation et l'on s'ingénie à trouver un remède. ce remède, il est pourtant trouvé depuis longtemps : c'est la pratique des vertus chrétiennes. (...) Dans la paroisse de Meslan (...), sur une population de 2 225 habitants, il y a eu en 1901 94 baptêmes et 33 décès, d'où un excédent de naissances de 61. À Meslan, tout le monde fait ses Pâques : voilà l'explication » écrit le journal catholique La Croix de l'Algérie et de la Tunisie.
« Chaque année à Meslan a lieu une grande foire aux chevaux où viennent de nombreux maquignons des diverses régions de France et même de l'étranger ». Le 18 avril 1904 une rixe opposant des jeunes de Meslan et ceux de Berné lors de la foire de Saint-Patern (l'origine du différend remontait au conseil de révision tenu à Berné le 18 mars précédent lors duquel les conscrits de Meslan avaient pris le drapeau de ceux de Berné, ces derniers ayant décidé de venir se venger lors de la foire de Saint-Patern) provoqua l'intervention de cinq gendarmes de la brigade du Faouēt, lesquels furent aussitôt assaillis par les conscrits et la foule considérable présente. Se sentant menacés (quatre gendarmes furent blessés), les gendarmes tirèrent, faisant trois blessés, dont deux, originaires de Priziac, mortellement ; le troisième, Le Moing, de Meslan, étant gravement blessé. Selon une autre version des faits, elle aussi évoquée dans plusieurs journaux, c'est le renversement, vers 6 heures du soir, de l'étalage d'un marchand forain par un jeune cultivateur qui serait à l'origine de ces graves incidents.
En 1913 encore la foire de Saint-Patern est décrite comme « importante pour chevaux, juments, poulains et pouliches de trait léger de petite et de moyenne taille ».
Un pâtre âgé de 12 ans lors des faits fut reconnu par la Cour d'assises du Morbihan coupable d'un incendie qui détruisit quatre maisons d'habitation et trois écuries dans le village de Rest-en-Boblaye le 28 juillet 1905 et envoyé en maison de correction.
Meslan fut un carrefour ferroviaire, deux lignes de chemin de fer à voie métrique des Chemins de fer du Morbihan s'y rejoignant : la ligne de Pontivy à Meslan (ouverte en 1906, fermée en 1939) et la ligne de Plouay à Gourin via Meslan (ouverte en 1906, fermée en 1947). Le 16 juillet 1911 un acte de sabotage, heureusement sans conséquences graves, fut commis entre les gares de
Guémené-sur-Scorff et de Meslan, un tas de moellons ayant été déposé entre les rails contre lequel vint buter la locomotive d'un train de voyageurs, mais celle-ci ne dérailla pas. En décembre 1912 un autre acte de sabotage eut lieu sur la ligne de Pontivy à Meslan : des arbres et une barrière furent placés en travers de la voie, mais le mécanicien put freiner à temps.
Le 6 septembre 1909 un incendie détruisit presque en entier le village de Kervelen. Quatorze bâtiments composant deux grandes fermes appartenant aux cultivateurs Bacon et Charles furent complètement anéantis. Le fléau fit deux victimes, les domestiques Louise Marrec et Mathurine Le Guiff âgées de 20 à 25 ans qui voulurent enlever un coffre qui renfermait leurs vêtements, mais les flammes prirent soudain à leurs effets. Un cultivateur tenta plusieurs fois de s'élancer à leur secours mais à chaque fois il dut rebrousser chemin devant la violence de l'incendie. Les deux malheureuses furent retrouvées entièrement carbonisées.
Un décret du 27 février 1911 attribue « à la commune de Meslan, à défaut de bureau de bienfaisance, les biens ayant appartenu à la fabrique de l'église de Meslan et actuellement placés sous séquestre  ».
Alfred Brard, député radical sortant, produisit à Meslan lors de la campagne électorale des élections législatives de 1913 un billet de confession pour prouver qu'il n'était pas un franc-maçon et tenter ainsi d'obtenir des voix des électeurs de cette commune pieuse ; il fut néanmoins battu cette fois-là.

#### Première Guerre mondiale

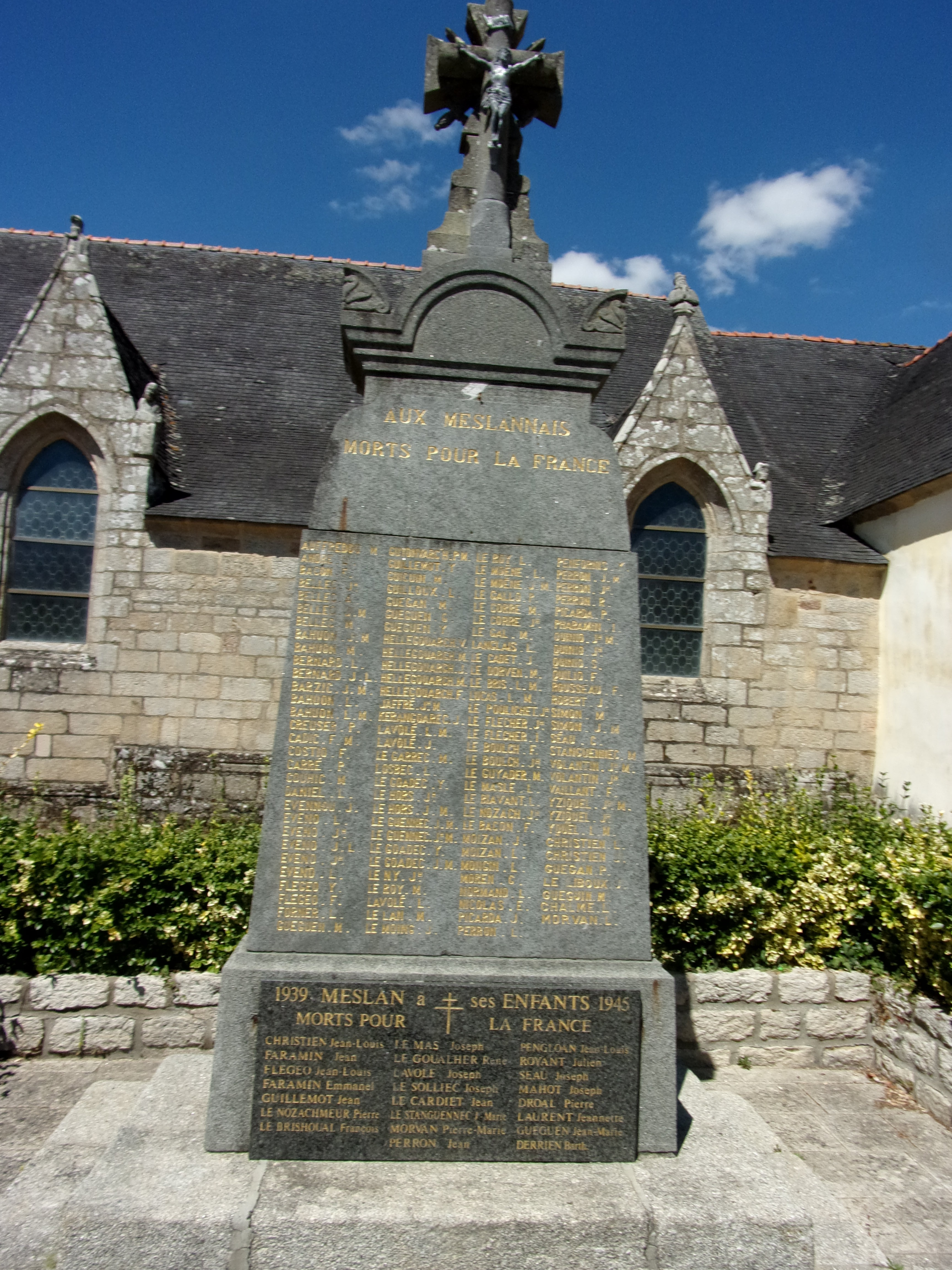
Le monument aux morts

Meslan paie un lourd tribut à la guerre 14-18 avec 103 tués selon les chiffres des registres communaux de Meslan et 119 tués selon les chiffres du monument aux morts de la commune pour une population de 2 400 habitants. Les deux premiers à tomber sur le champ d'honneur sont Joseph Marie Bahuon et Paul Carré le 22 août 1914 à Maissin en Belgique. Parmi eux 4 sont morts en Belgique, 3 ( François Flegeo, Jean Marie Eveno, Joseph Marie Guennec) sont morts en Turquie, 1 (Yves Marie Yquel) est mort en Albanie, 2 (Jean-Marie Perron, Joseph Louis Christien ) sont morts en Macédoine du Nord, 1 (Guillaume Jeaan Moren) est mort en captivité en Allemagne , 1 (Mathurin Simon) est mort en mer. La plupart des autres sont décédés sur le sol français.

#### L'Entre-deux-guerres
Le monument aux morts de Meslan, projeté dès 1919, réalisé par le marbrier-sculpteur quimpérois Jean Joncourt, mais inauguré seulement en 1924, a la forme d'une stèle ornée d'une baïonnette, d'un sabre et d'une couronne végétale, qui présente une façade avant en langue française (qui porte aussi deux plaques sur lesquelles sont inscrits les noms des morts des deux guerres mondiales) et une façade arrière en breton vannetais. Il est surmonté de deux croix : une Croix latine et une Croix de guerre.

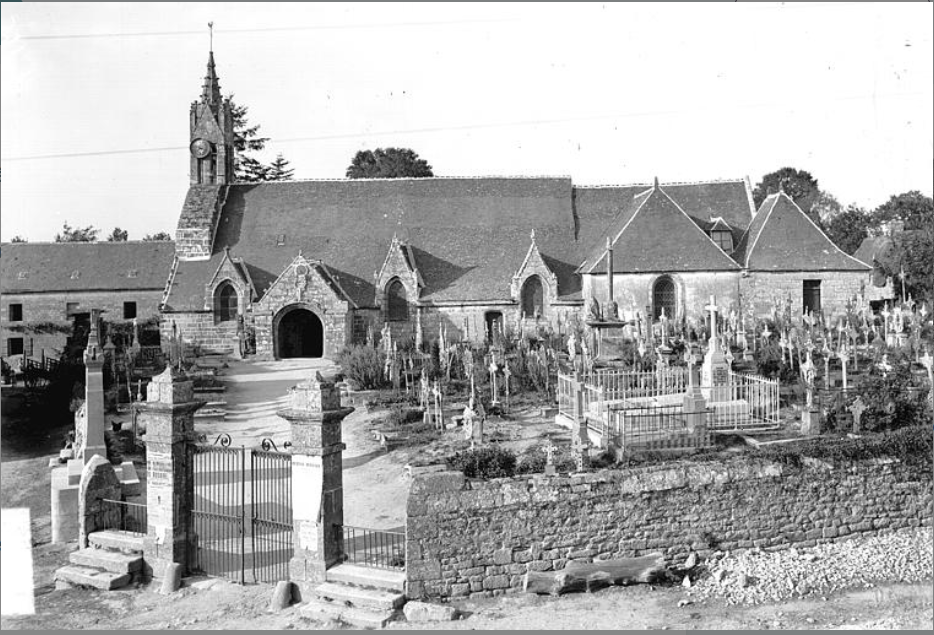
L'église Saint Mélaine en 1921 avant le transfert du cimetière et l'ajout de la grosse tour-clocher.
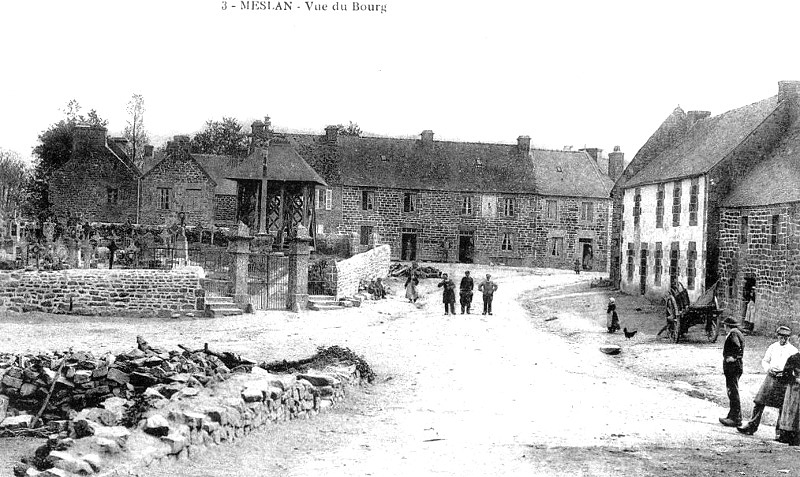
Le bourg de Meslan vers 1925 (carte postale).
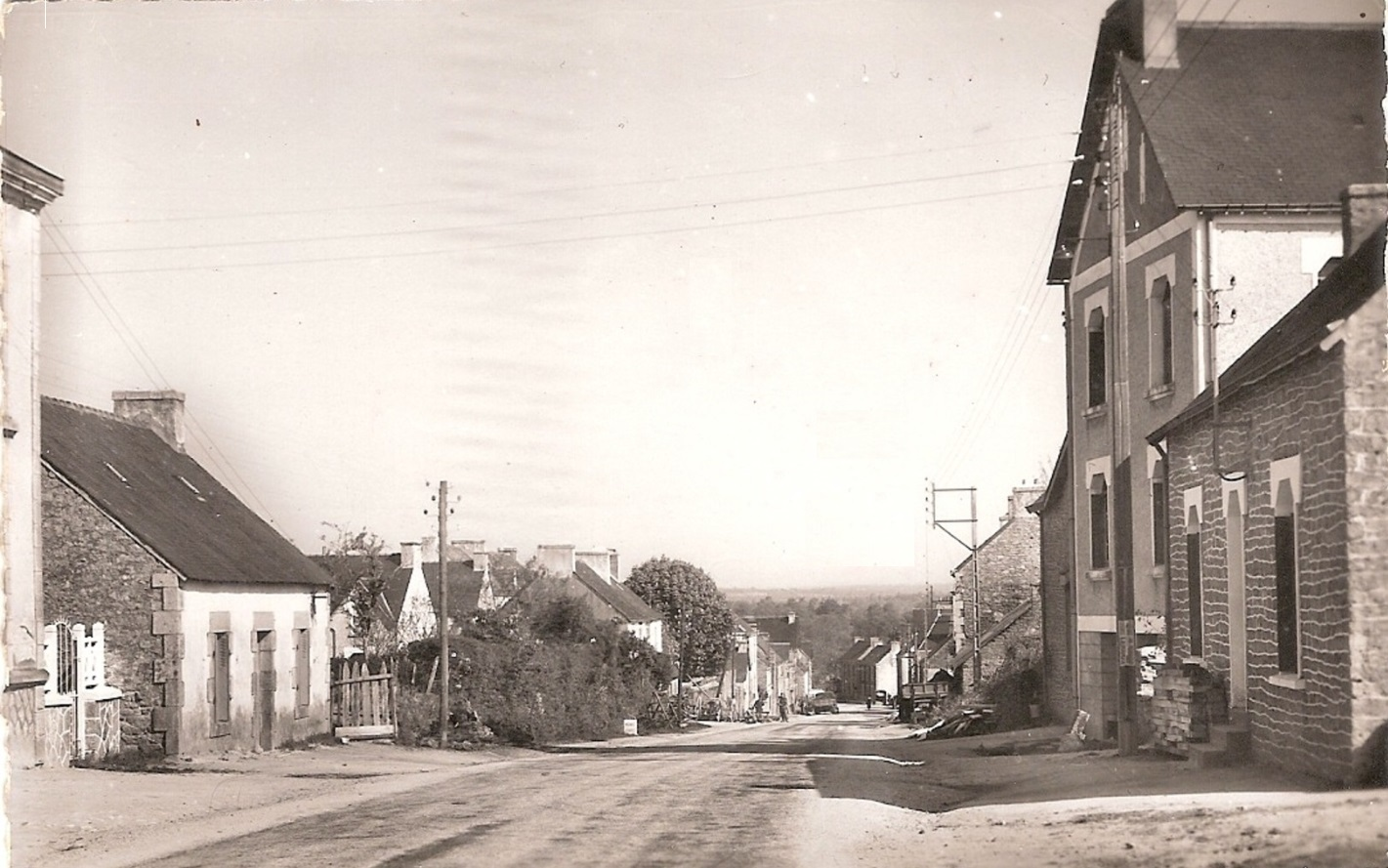
La Grande Rue [actuelle rue Joseph Le Gallo] du bourg de Meslan vers 1935 (carte postale).

La foire de Saint-Patern, toujours très fréquentée à cette époque, était parfois le lieu d'incidents graves : par exemple lors de celle de 1925 un marchand forain qui tenait un manège tira sur un conscrit de la classe 1925, Joseph Perron.

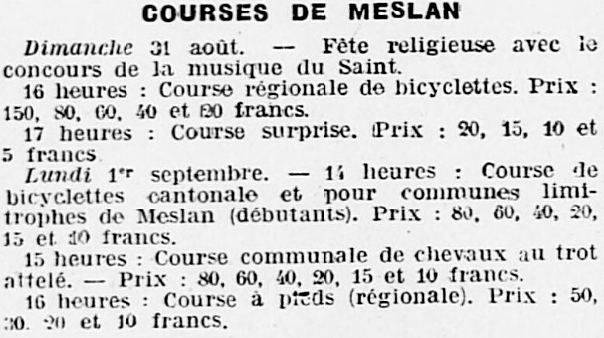
Le programme des courses de Meslan du 31 août et 1 septembre 1924 (journal L'Ouest-Éclair).

Les luttes bretonnes étaient très pratiquées à Meslan comme en témoigne la participation de nombreux hommes de la commune à des tournois de ce sport. Une équipe de football, la "Flamme de Meslan" existait aussi dans la décennie 1930 ; des courses cyclistes étaient aussi organisées.

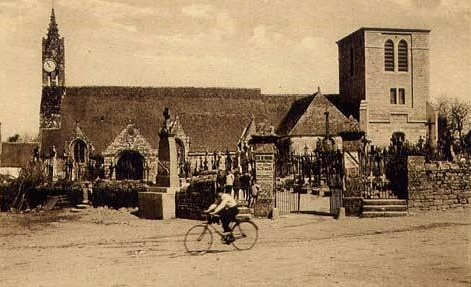
L'église Saint-Melaine après l'ajout en 1929 de la tour-clocher (carte postale).

Le campanile en bois construit en 1882 menaçant de s'écrouler, un projet de tour jouxtant l'église est mis au point en 1927  ; les travaux s'achèvent en 1929, mais, pour des raisons de coût, sans la couverture en forme de cône inversé recouvert d'ardoises prévu initialement, laquelle fut finalement posée en 2005 seulement.
Des charbonniers de Meslan exerçaient leur activité de fabrication de charbon de bois en forêt de Pont-Callek ou encore dans celle de Boblaye, la famille la plus connue étant celle de Joseph Guégan (1921-2007).

#### Seconde Guerre mondiale
Les Allemands installèrent un camp à l'emplacement actuel des éoliennes, réquisitionnant des terrains sur leszuels ils avaient érigé un énorme mirador pour surveiller les parachutages.
Les champs de Villéon, zone rectangulaire encadrée de bois, situés dans le sud de la commune dans le quartier de Boblaye, ont servi de lieu de parachutage dans la nuit du 9 juillet 1944 à des containers d'armes et à un groupe radio constitué de trois hommes. Cet endroit avait été choisi en raison de son isolement, le quartier de Boblaye, constitué d'une maison de maître et de fermes en dépendant, étant très boisé (600 ha dont 300 ha de bois) et difficile d'accès, les routes étant peu praticables. Les parachutages se déroulèrent bien. En effet les Allemands ne découvrirent le lieu des parachutages que quelques jours plus tard. Les maquisards des environs disposèrent de suffisamment de temps pour venir récupérer les armes contenus dans les containers. Cependant, un des hommes du groupe radio, Odgen Smith, resta suspendu à un chêne au bas du champ de Villéon, avant qu'un groupe de fermiers ne l'aperçoive dans la matinée et ne le détache.
La commune de Meslan fut le théâtre d'accrochages entre les maquisards et les troupes allemandes au moment où ces derniers, en pleine déroute face à l'avancée des américains dans la péninsule, se repliaient sur la base de Lorient. Un premier accrochage eu lieu dans la nuit du 3 au 4 août 1944 à Botquédan entre un convoi non motorisé en provenance de Plouray et les maquisards. Le lendemain un accrochage eu lieu au même endroit entre une colonne motorisée constituée d'une quarantaine de véhicules provenant de Carhaix et les maquisards. Les maquisards, soixante à soixante-dix hommes armés de 7 fusils mitrailleurs, de 35 fusils et de mitraillettes arrosèrent copieusement les six premiers véhicules de la colonne, faisant certainement de nombreuses victimes.bLe 5 août 1944 le camp allemand est bombardé par l'aviation anglaise.

#### L'après Seconde Guerre mondiale
En septembre 1950 plus de 500 vipères furent tuées en un seul jour dans une maison de Meslan et ses alentours par les employés municipaux.
Le 7 octobre 1958 la demande d'un permis de recherches de « minerais d'uranium, autres métaux radioactifs et substances connexes », dit "Meslan Sud-Ouest", fut accordée.

## Langue
La langue vernaculaire en usage sur la commune, avant le basculement linguistique survenu au cours du siècle dernier, était le bas vannetais du Pays Pourlet, un sous dialecte du breton vannetais.

## Politique et administration

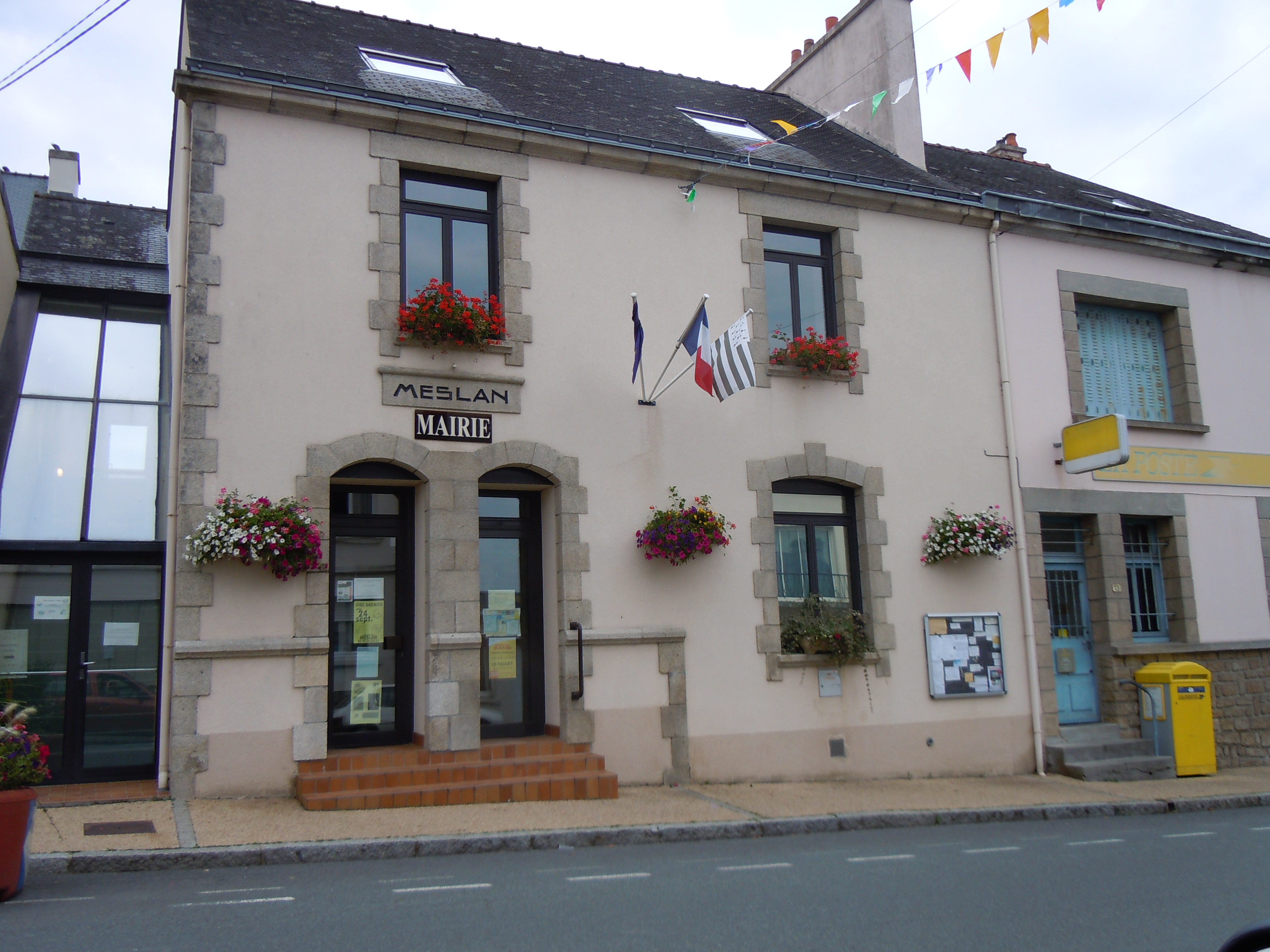
La mairie et la poste.

| Période                                    | Période   | Identité                | Étiquette | Qualité |
| ------------------------------------------ | --------- | ----------------------- | --------- | --- |
| mai 2020                                   | En cours  | Sébastien Wacrenier     |           | |
| mars 2001                                  | mai 2020  | Ange Le Lan             |           | A effectué 3 mandats de maire , réalisant notamment la construction de la nouvelle salle des fêtes, la rénovation de l’école publique de l’Arbre Jaune et de l’ancien presbytère.. |
| Mars 1971                                  | Mars 2001 | Joseph Le Flecher       |           | |
| 1962                                       | 1971      | Pierre Le Flecher       |           | |
| 1940                                       | 1962      | Joseph Le Gallo         |           | |
| 1904                                       | 1940      | Mathurin Le Roy         |           | Commerçant. Chevalier de la Légion d'honneur en 1939. |
| 1882                                       | 1904      | Mathurin Picarda        |           | Cultivateur. Gendre de Mathurin Picarda, maire précédent (dont il est un homonyme).                                                                                                |
| 1852                                       | 1882      | Mathurin Picarda        |           | Laboureur. Fils de Louis Picarda, maire de 1806 à 1830. |
| 1830                                       | 1852      | Mathurin Lavolé         |           | Cultivateur. Gendre de Louis Picarda, maire précédent. |
| avt 1 novembre 1804 ou 10 brumaire an XIII | 1830      | Louis Picarda           |           | Laboureur. |
| 1800                                       | 1802      | Joseph Kerganen         |           | Adjoint municipal chargé de l'état-civil |
| 1798                                       | 1800      | Vincent Savary          |           | Adjoint municipal chargé de l'état-civil. |
| 1795                                       | 1798      | François-Marie Puissant |           | Agent municipal. |
| 1795                                       | 1795      | Louis Trouboul          |           | Tué par les chouans. |
| 1793                                       | 1795      | Étienne Jamet           |           | Ancien prêtre. Officier public. Tué par les chouans. |
| Les données manquantes sont à compléter.   |           |                         |           | |

## Population et société

### Démographie

#### Évolution démographique
Meslan est la commune du Morbihan qui a enregistré la plus forte baisse de population entre les recensements de 1990 et 1999 : - 17,8 %.
L'évolution du nombre d'habitants est connue à travers les recensements de la population effectués dans la commune depuis 1793. Pour les communes de moins de 10 000 habitants, une enquête de recensement portant sur toute la population est réalisée tous les cinq ans, les populations de référence des années intermédiaires étant quant à elles estimées par interpolation ou extrapolation. Pour la commune, le premier recensement exhaustif entrant dans le cadre du nouveau dispositif a été réalisé en 2006.

En 2022, la commune comptait 1 475 habitants, en évolution de +3,44 % par rapport à 2016 (Morbihan : +3,82 %, France hors Mayotte : +2,11 %).
| 1793  | 1800  | 1806  | 1821  | 1831  | 1836  | 1841  | 1846  | 1851  |
| ----- | ----- | ----- | ----- | ----- | ----- | ----- | ----- | ----- |
| 1 633 | 1 695 | 1 636 | 1 755 | 1 699 | 1 860 | 1 650 | 1 889 | 1 876 |

| 1856  | 1861  | 1866  | 1872  | 1876  | 1881  | 1886  | 1891  | 1896  |
| ----- | ----- | ----- | ----- | ----- | ----- | ----- | ----- | ----- |
| 1 840 | 1 814 | 1 940 | 1 822 | 1 876 | 1 938 | 2 028 | 2 022 | 2 168 |

| 1901  | 1906  | 1911  | 1921  | 1926  | 1931  | 1936  | 1946  | 1954  |
| ----- | ----- | ----- | ----- | ----- | ----- | ----- | ----- | ----- |
| 2 214 | 2 398 | 2 470 | 2 515 | 2 553 | 2 533 | 2 342 | 2 244 | 2 044 |

| 1962  | 1968  | 1975  | 1982  | 1990  | 1999  | 2006  | 2011  | 2016  |
| ----- | ----- | ----- | ----- | ----- | ----- | ----- | ----- | ----- |
| 1 835 | 1 656 | 1 608 | 1 630 | 1 452 | 1 193 | 1 242 | 1 371 | 1 426 |

| 2021  | 2022  | - | - | - | - | - | - | - |
| ----- | ----- | - | - | - | - | - | - | - |
| 1 456 | 1 475 | - | - | - | - | - | - | - |

#### Pyramide des âges
La population de la commune est relativement jeune.
En 2018, le taux de personnes d'un âge inférieur à 30 ans s'élève à 31,7 %, soit au-dessus de la moyenne départementale (31,2 %). À l'inverse, le taux de personnes d'âge supérieur à 60 ans est de 27,0 % la même année, alors qu'il est de 31,3 % au niveau départemental.
En 2018, la commune comptait 713 hommes pour 708 femmes, soit un taux de 50,18 % d'hommes, légèrement supérieur au taux départemental (48,49 %).
Les pyramides des âges de la commune et du département s'établissent comme suit.
| Hommes | Classe d’âge | Femmes |
| ------ | ------------ | ------ |
| 0,1    | 90 ou +      | 1,0    |
| 8,1    | 75-89 ans    | 12,8   |
| 16,0   | 60-74 ans    | 16,0   |
| 24,4   | 45-59 ans    | 20,1   |
| 19,3   | 30-44 ans    | 18,8   |
| 11,7   | 15-29 ans    | 11,7   |
| 20,3   | 0-14 ans     | 19,7   |

| Hommes | Classe d’âge | Femmes |
| ------ | ------------ | ------ |
| 0,8    | 90 ou +      | 2,2    |
| 8,5    | 75-89 ans    | 11,6   |
| 20,5   | 60-74 ans    | 21,6   |
| 20,6   | 45-59 ans    | 20     |
| 17     | 30-44 ans    | 16,3   |
| 15,5   | 15-29 ans    | 13     |
| 17,1   | 0-14 ans     | 15,2   |

## Économie
Voir Économie à Roi Morvan Communauté

### Secteur primaire
Le tableau ci-dessous présente les principales caractéristiques des exploitations agricoles de Meslan, observées entre 1988 et 2010, soit sur une période de 22 ans.
|                                          | 1988  | 2000  | 2010  |
| ---------------------------------------- | ----- | ----- | ----- |
| Nombre d’exploitations                   | 94    | 49    | 33    |
| Équivalent Unité de travail annuel (UTA) | 146   | 61    | 50    |
| Surface agricole utile (SAU) (ha)        | 2 083 | 1 918 | 1 539 |
| Cheptel (nombre de têtes)                | 6 379 | 4 204 | 3 806 |
| Superficie en terres labourables (ha)    | 1 650 | 1 376 | 1 313 |
| Superficie en cultures permanentes (ha)  | 2     | 2     | 0     |
| Superficie toujours en herbe (ha)        | 426   | 540   | 226   |

|                                                                    | 1988    | 2000   | 2010   |
| ------------------------------------------------------------------ | ------- | ------ | ------ |
| Nombre d’exploitations agricoles en Vaches laitières               | 59      | 18     | 12     |
| Nombre de têtes en Vaches laitières                                | 1278    | 749    | 613    |
| Nombre d’exploitations agricoles en Vaches nourrices (allaitantes) | 15      | 12     | 10     |
| Nombre de têtes en Vaches nourrices (allaitantes)                  | 305     | 399    | 205    |
| Nombre d’exploitations agricoles en Poulets de chair et coqs       | 45      | 9      | 3      |
| Nombre de têtes en Poulets de chair et coqs                        | 176 473 | 99 000 | 95 150 |

| | 1988 | 2000 | 2010 |
| --- | ---- | ---- | ---- |
| Nombre d’exploitations agricoles ayant des Cultures de céréales (blé tendre, Maïs-grain et maïs-semence) | 70   | 27   | 16   |
| Superficie des Cultures de céréales (blé tendre, Maïs-grain et maïs-semence) (ha)                        | 371  | 433  | 312  |
| Nombre d’exploitations agricoles ayant des Cultures en blé tendre                                        | 53   | 16   | 9    |
| Superficie des Cultures en blé tendre (ha)                                                               | 181  | 149  | 126  |
| Nombre d’exploitations agricoles ayant des Cultures en maïs-grain et maïs-semence                        | 5    | 10   | 4    |
| Superficie des Cultures en maïs-grain et maïs-semence (ha)                                               | 50   | 87   | 63   |

## Culture locale et patrimoine

### Lieux et monuments

#### Site naturel
Le site naturel des Roches du Diable est partiellement situé dans la commune de Meslan, même s'il concerne davantage les communes de Querrien, Guilligomarc'h et Locunolé.

#### Édifices religieux

##### Église paroissiale Saint-Melaine
L'église actuelle date de 1577 ; elle est en forme de croix latine et possède deux bas-côtés; ses portes sont pour certaines en arc en plein cintre et pour d'autres ogivales. L'église et son clocher ont été restaurés en 2004 et 2005.

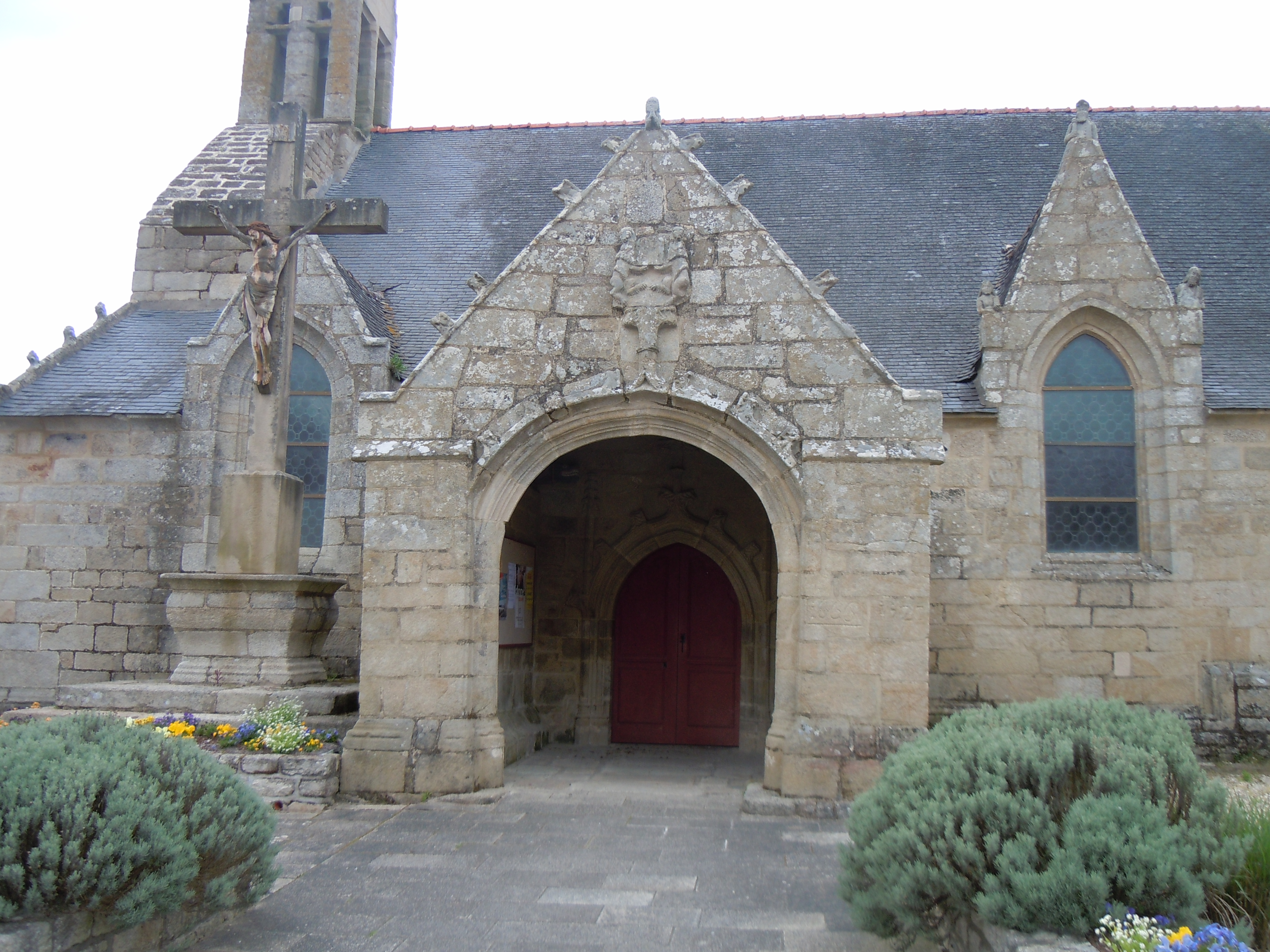
Le porche méridional.
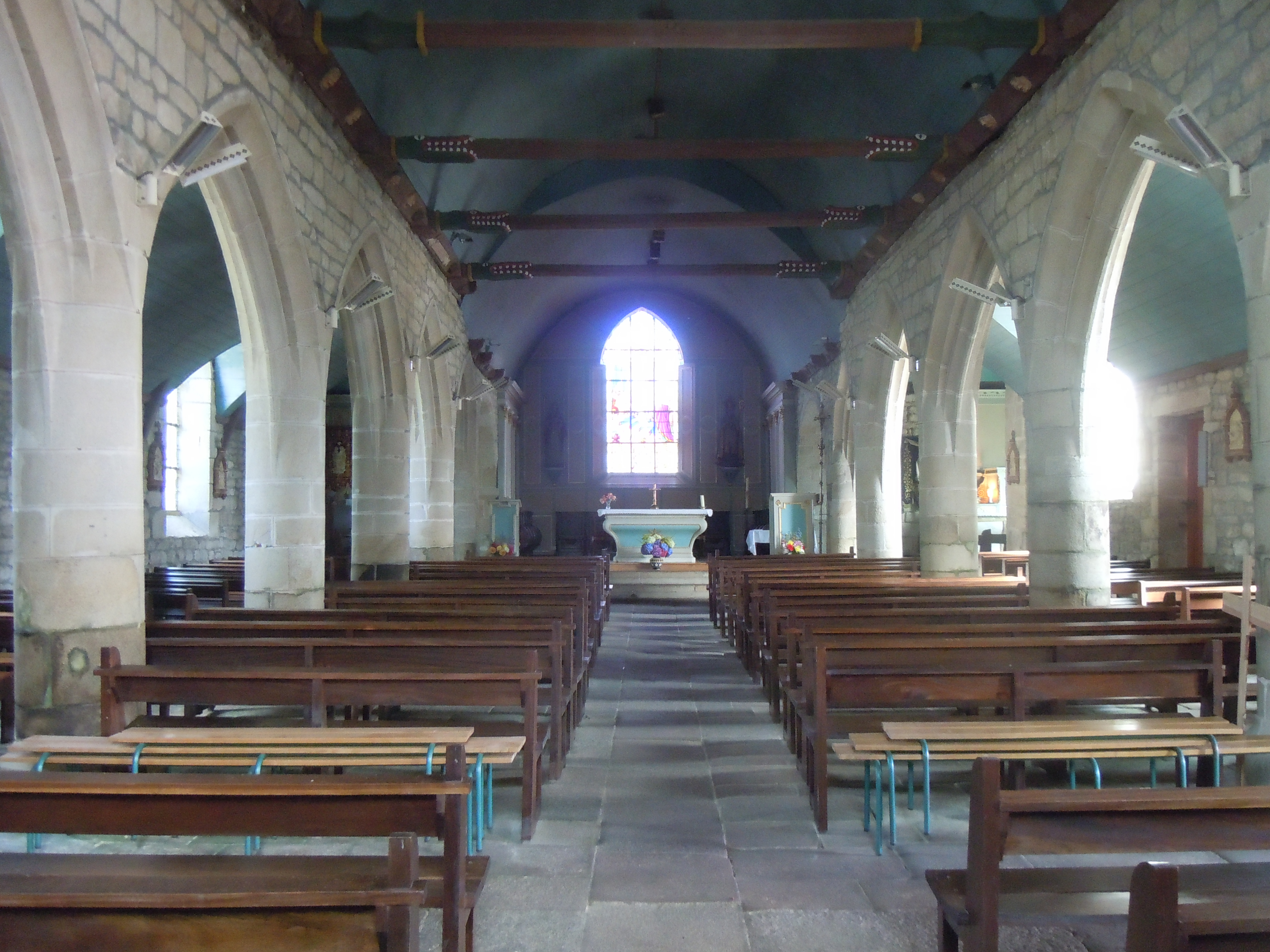
L'intérieur de l'église.
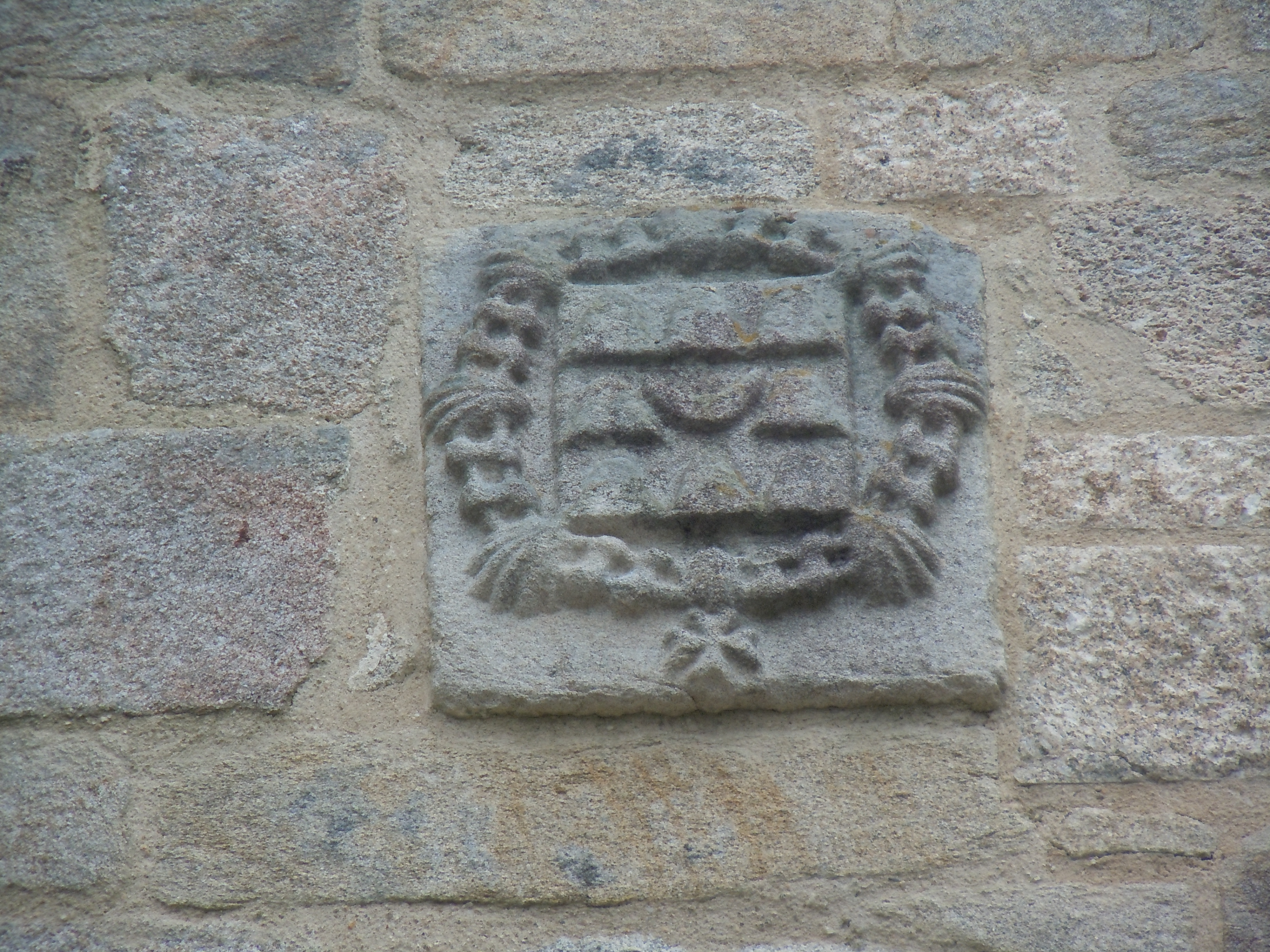
Écu non identifié avec certitude sculpté au chevet de l'église.

##### Chapelle Sainte-Catherine de Bonigeard et fontaine
La chapelle, située dans le village de Bonigeard, date de la seconde moitié du XVIIe siècle. Autrefois sur le lambris de la nef figurait cette inscription : FAIT PAR MOI IAN SCORDIA/ANTOUEN GARIN FABRIC/SAINQUIEM JUILLET L'AN 1698.
L'édifice est en forme de croix latine. La charpente ressemble à une coque de bateau renversée et semble avoir été construite selon les règles de la construction navale de l'époque. Les murs, autrefois couverts d'un crépi et blanchi à la chaux, ont été mis à nu lors des travaux de restauration des années 1971-1974. La statuaire se compose de quatre statues en bois polychrome du XVIIe siècle et XVIIIe siècle. Sainte Catherine, la patronne des lieux, y est représentée coiffée d'une couronne, habillée avec recherche selon la mode du XVIe siècle. Elle y côtoie saint Cornély, coiffé d'une tiare et tenant une croix papale, Sainte Hélène, coiffée d'une couronne et tenant un livre dans la main gauche et Saint Diboen, en position d'orant : les deux mains levées pour la prière. Saint Cornély fait partie des saints guérisseurs et protecteur du bétail, en particulier des bêtes à corne. Plus populaire que sainte Catherine, il a fini par la détrôner et lors de son pardon, le 3e dimanche de septembre, il recevait de nombreuses offrandes, notamment de crins coupés à l'extrémité de queue des bovins.
À proximité de la chapelle se trouve une fontaine de dévotion. Celle-ci a été restaurée en 1983. Elle se compose d'un bassin de forme rectangulaire et d'une niche concave à coquille abritant une statue en granite de saint Diboen datant du XVIe siècle. Le saint y figure tête nue, vêtu d'une robe, portant une aumônière à la ceinture. La main droite est tendue à l'avant, paume ouverte vers l'eau, tandis que la main gauche est collée à son oreille. Il était en effet invoqué pour les maux d'oreilles et la surdité.

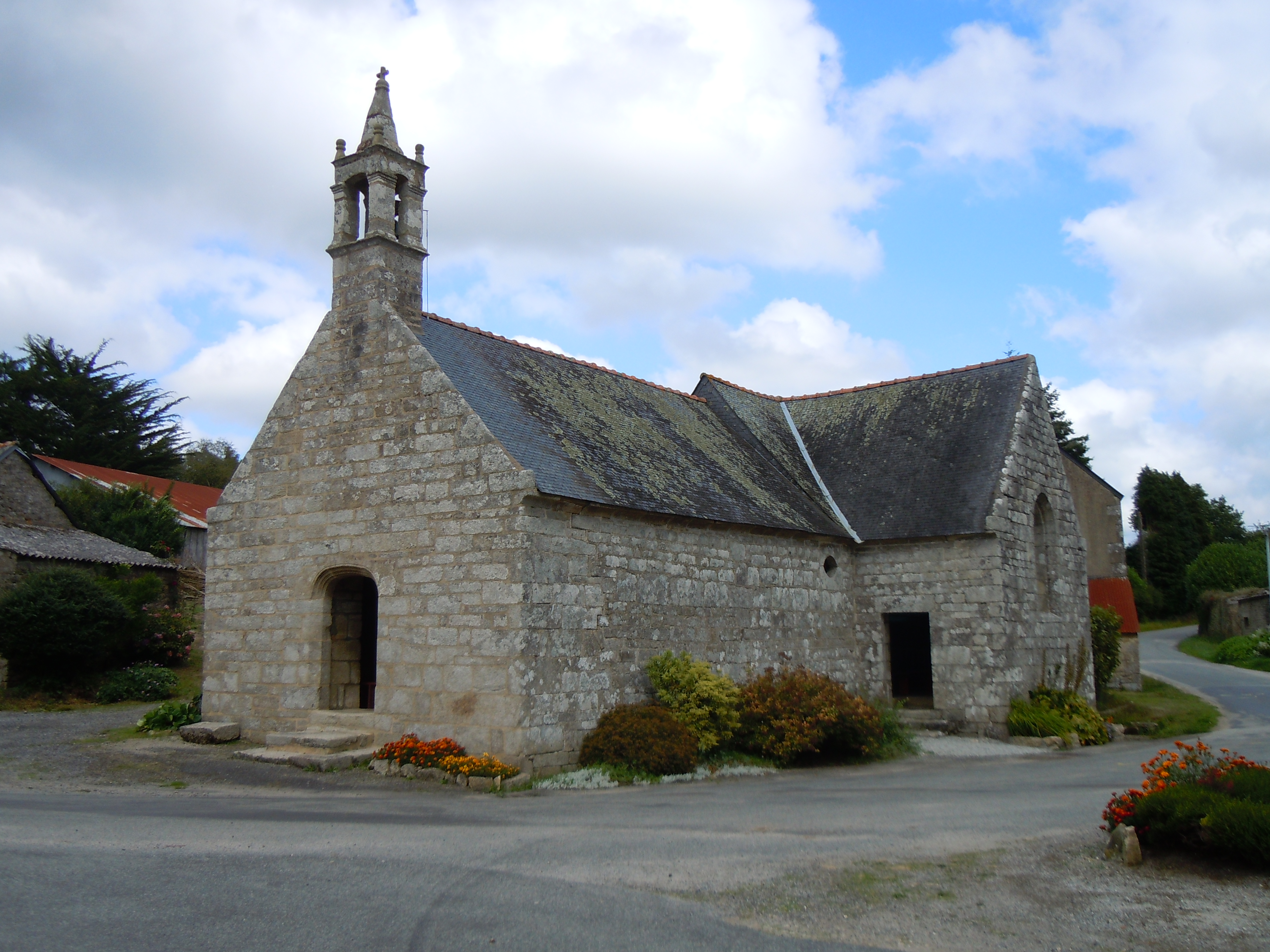
La chapelle Sainte-Catherine.
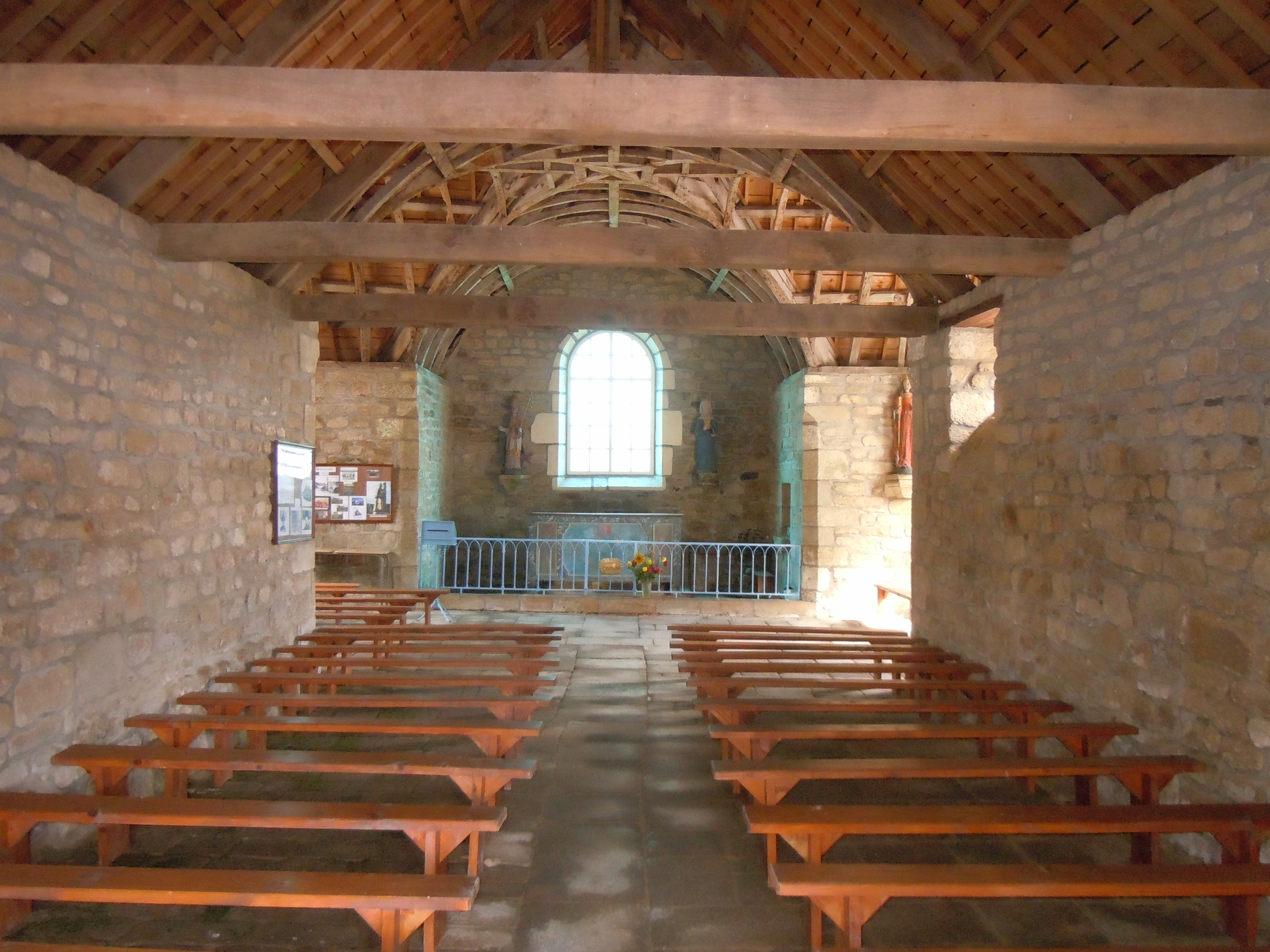
L'intérieur de la chapelle.
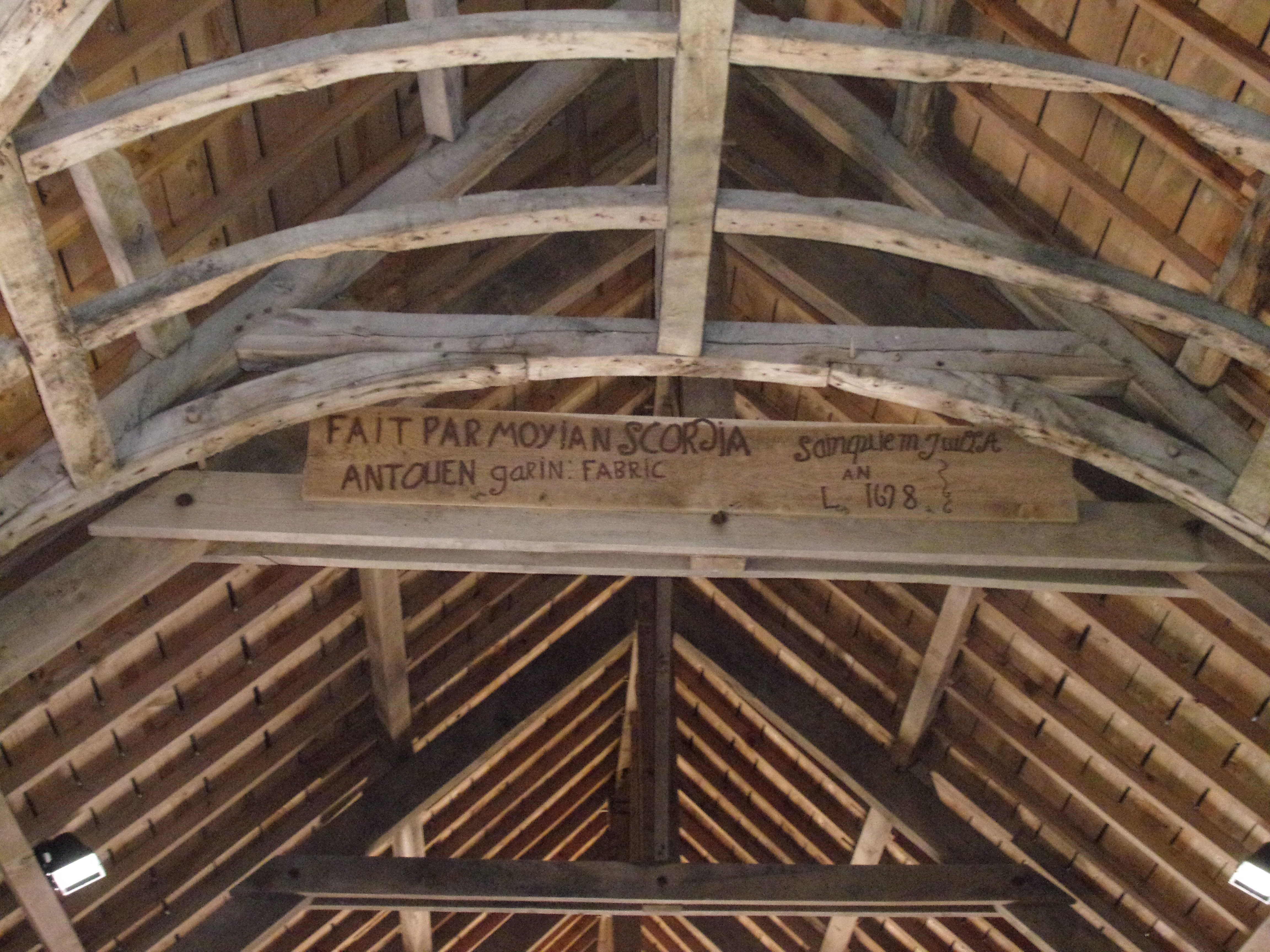
Charpente portant l'inscription fait par moi Ian Scordia, Antouen Garin fabric, 5 juillet 1698.
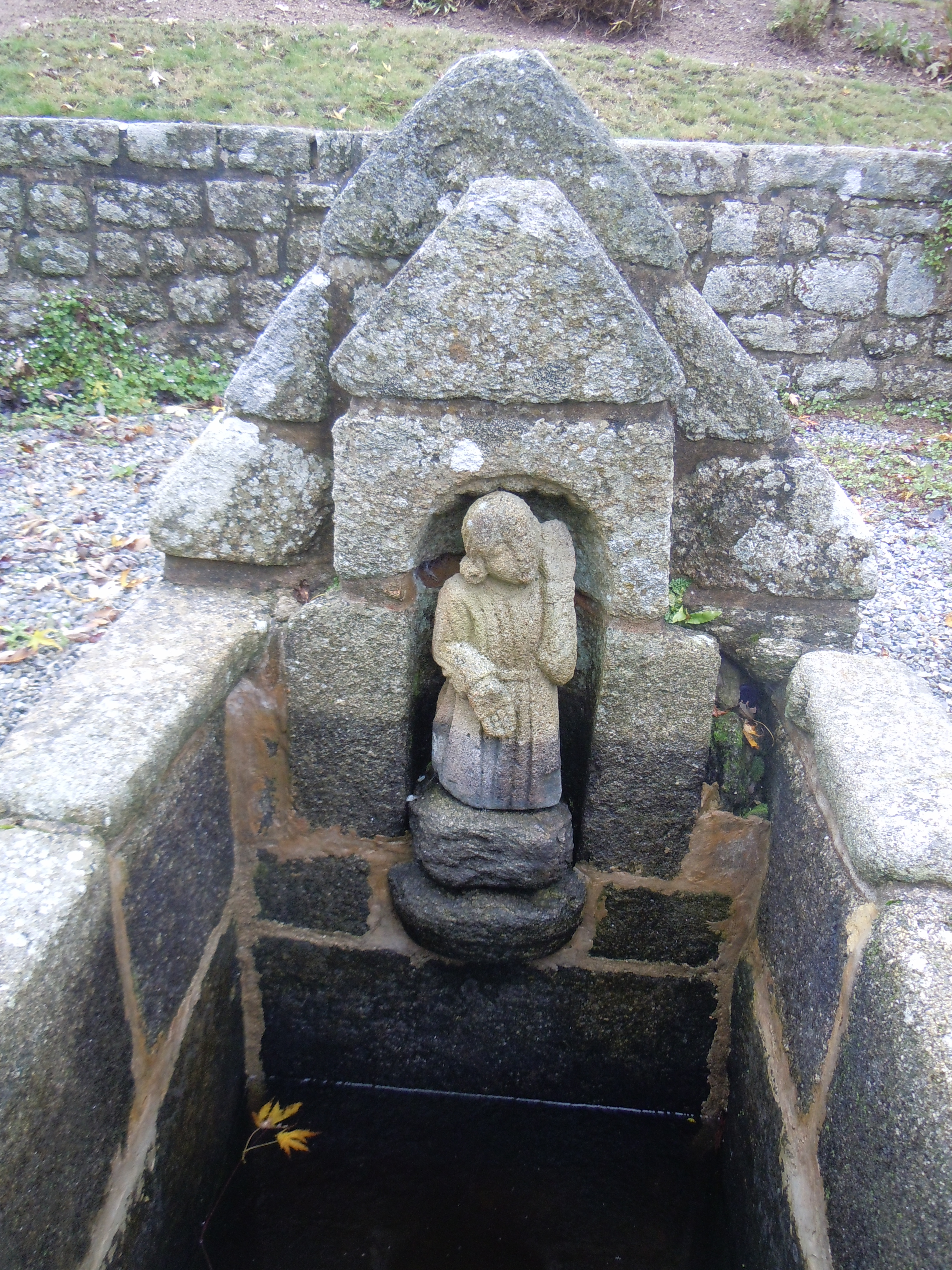
Statue de la fontaine représentant saint Diboen.

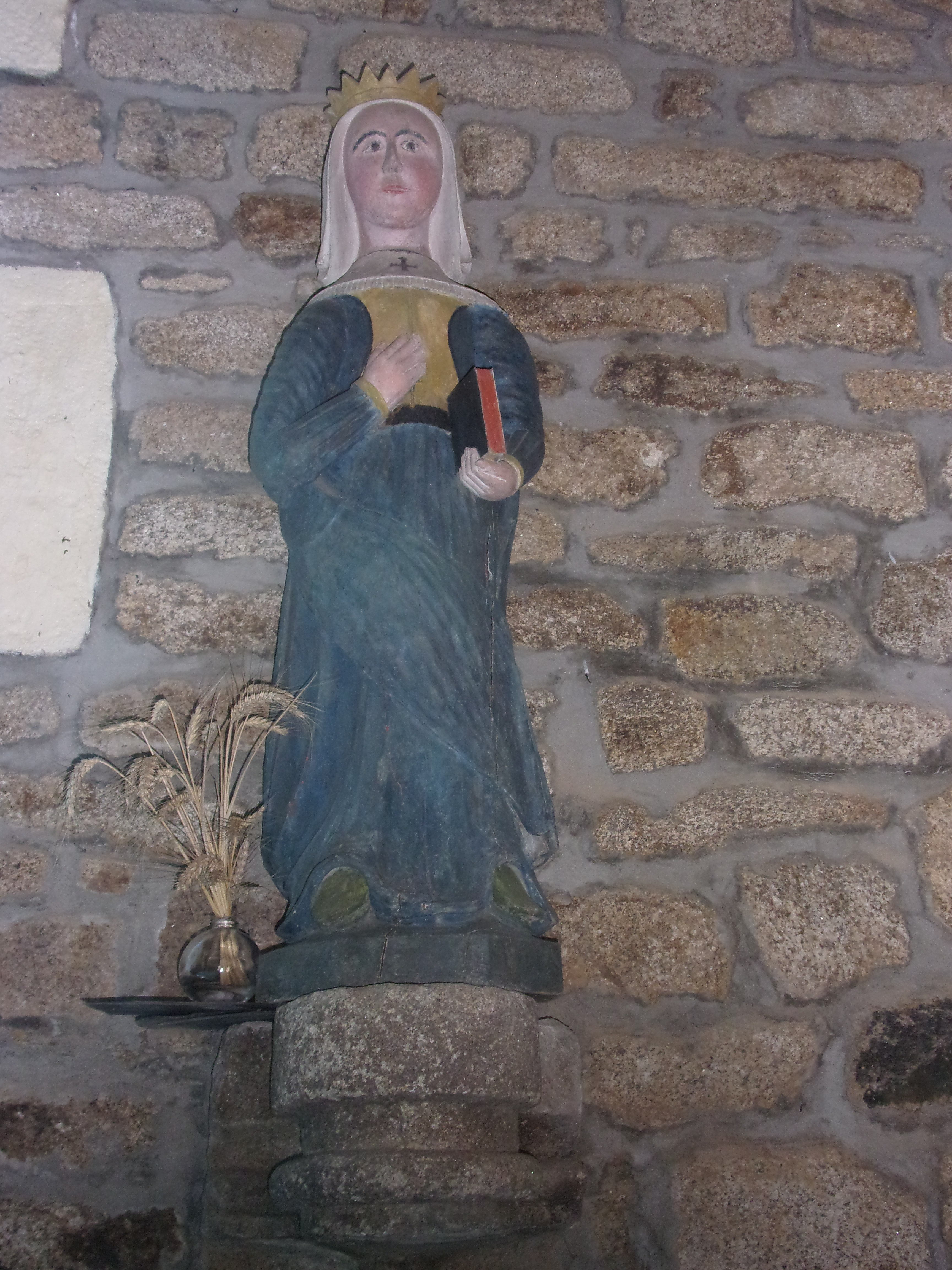
Statue de Sainte Hélène, XVIIe siècle, chapelle Sainte-Catherine.
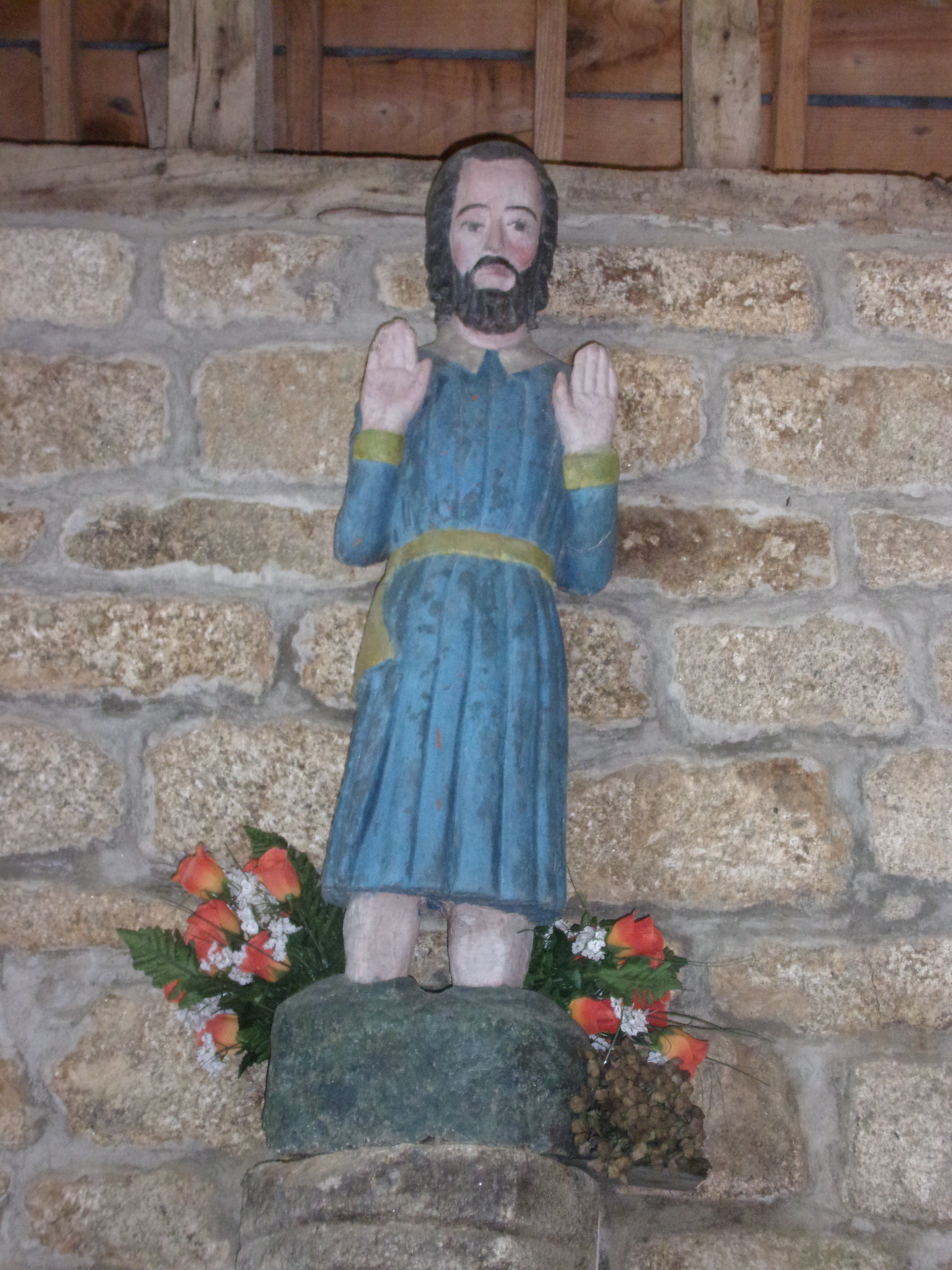
Statue de Saint Diboan, XVIIe siècle, chapelle Sainte-Catherine.
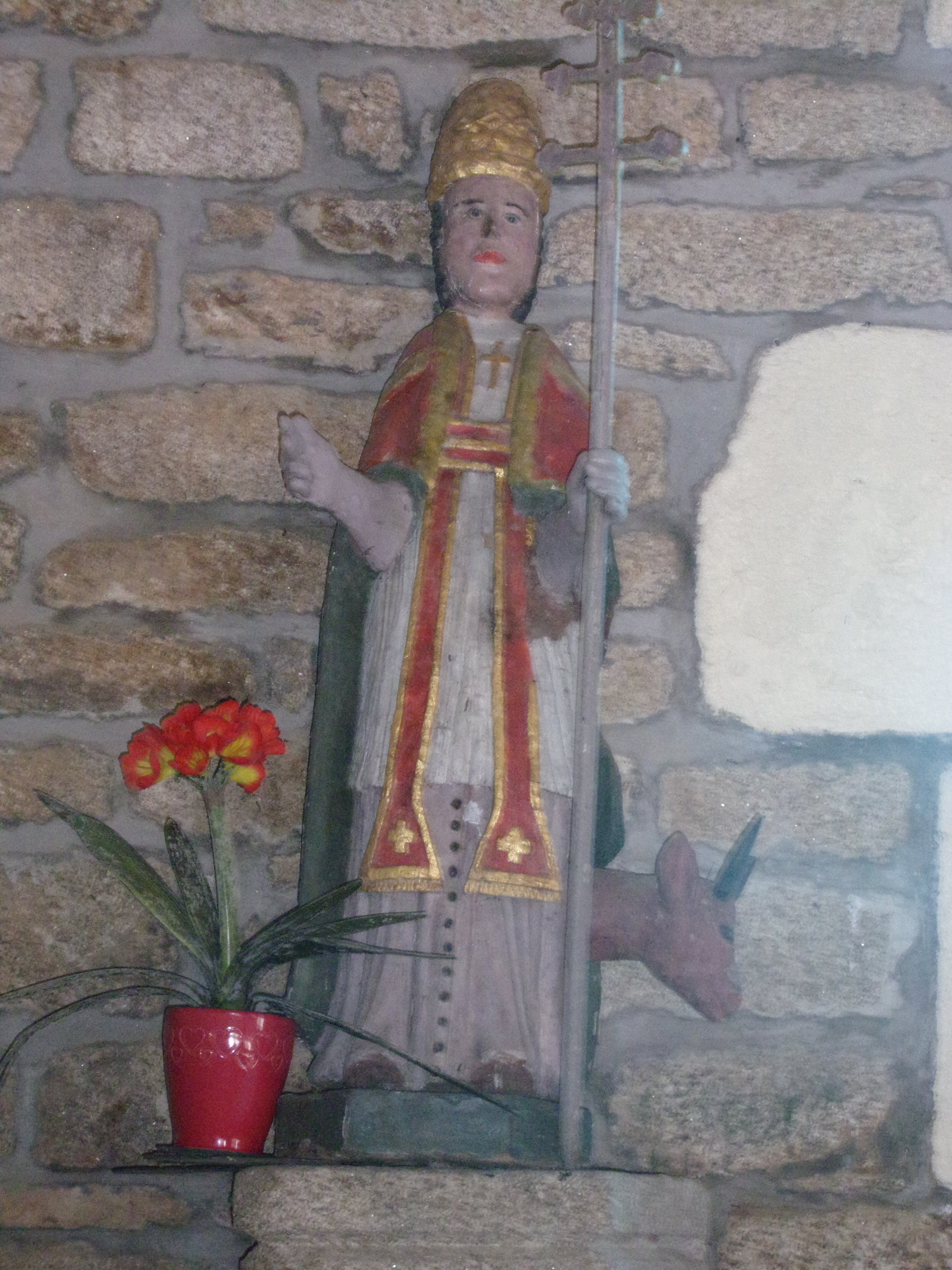
Statue de Saint Cornély, XVIIIe siècle, chapelle Sainte-Catherine, réalisée par Ollivier Cadic, maître menuisier sculpteur à Guiscriff.
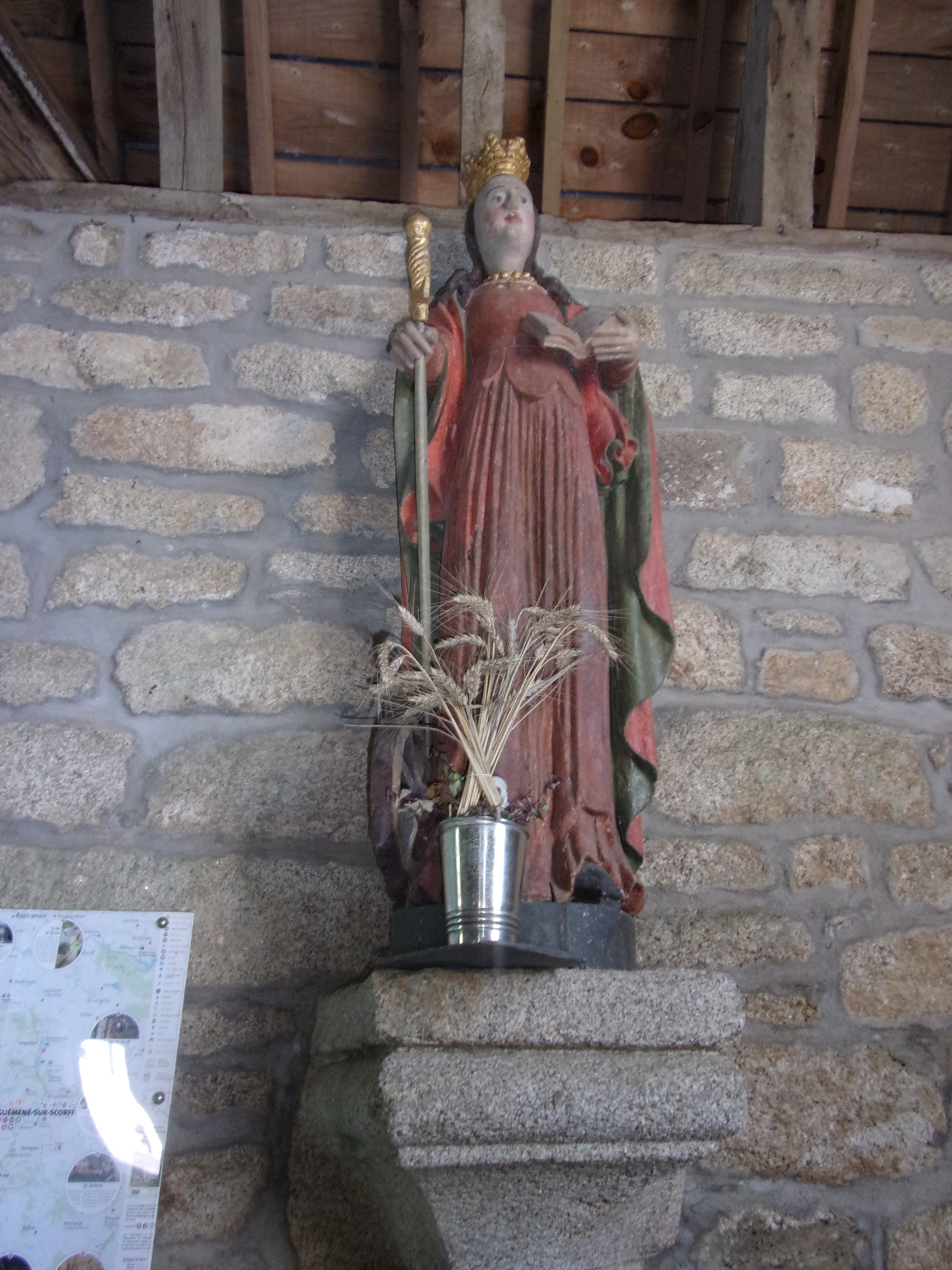
statue de Sainte-Catherine, chapelle Sainte-Catherine.

##### Calvaire de Bonigeard
Le calvaire de Bonigeard,  Inscrit MH (1933), granite, XVIe siècle : fragments provenant de l'ancien calvaire de Bonigeard remontés à une époque récente (vers 1970) sur un socle situé au carrefour du village, dans le voisinage immédiat de la chapelle Sainte-Catherine.

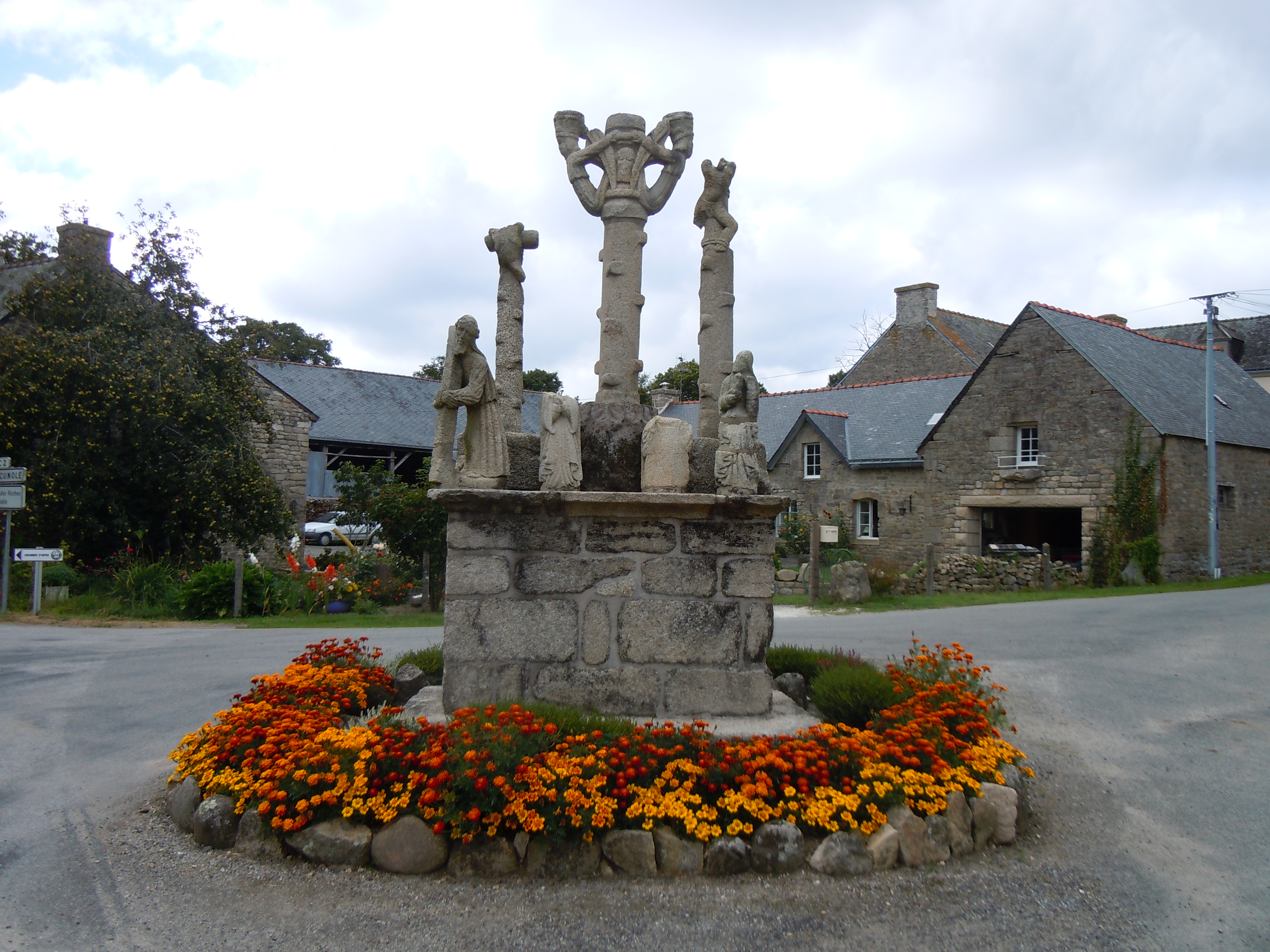
Calvaire de Bonigeard.
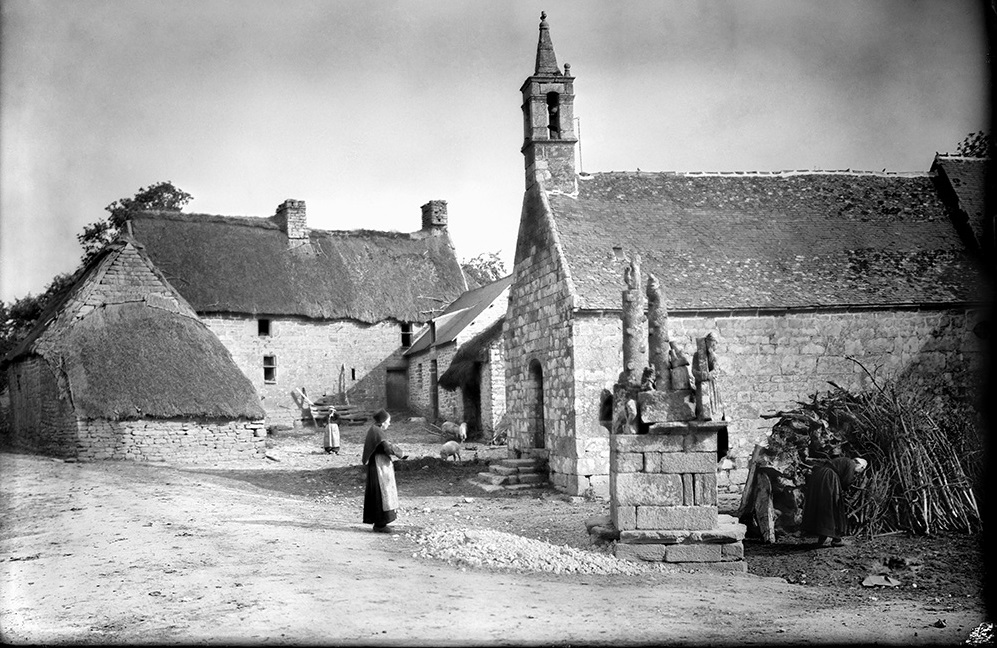
Le village de Bonigeard avec son calvaire et sa chapelle et trois villageoises vaquant à leurs occupations vers 1911.
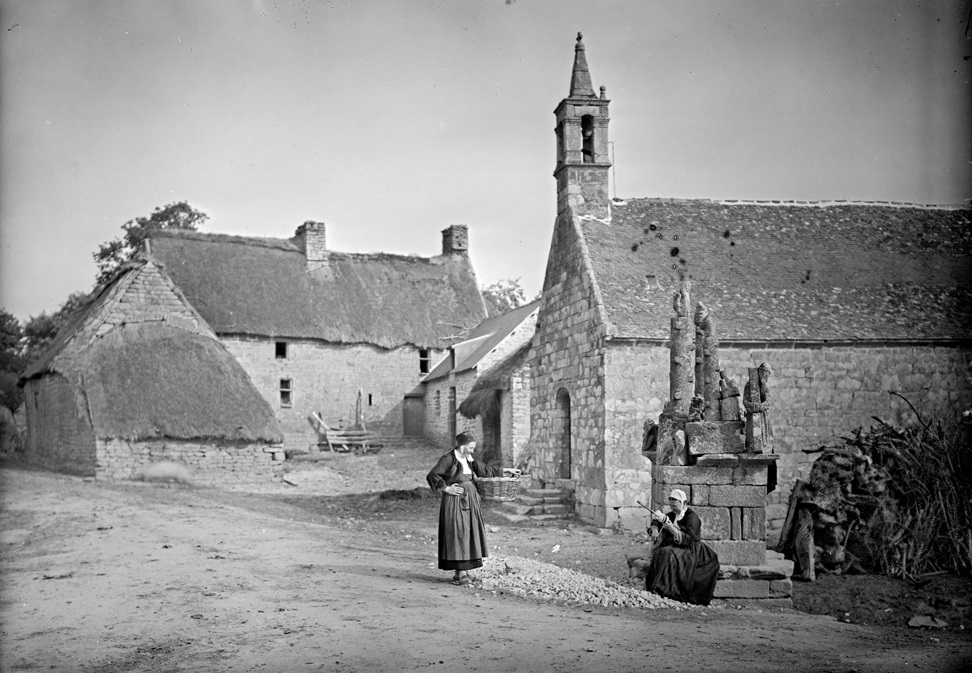
Autre vue du village de Bonigeard avec son calvaire et sa chapelle et deux villageoises vaquant à leur occupation vers 1911.
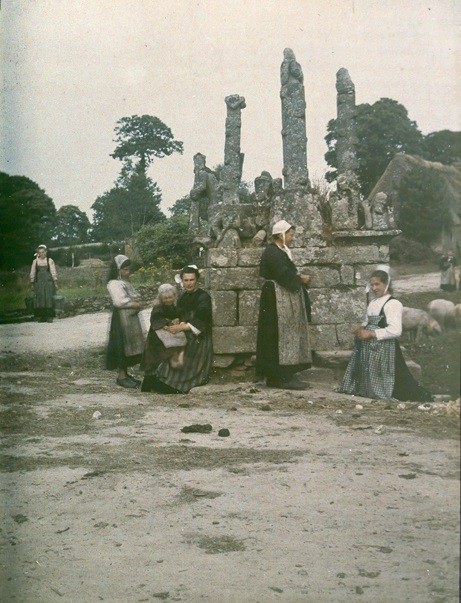
Autochrome du calvaire de Bonigeard.

##### L'ancien presbytère
L'ancien presbytère de Meslan a été construit entre 1740 et 1744, mais en réemployant une porte et un escalier datant du XVIe siècle ; les communs sont de 1778 et 1879.

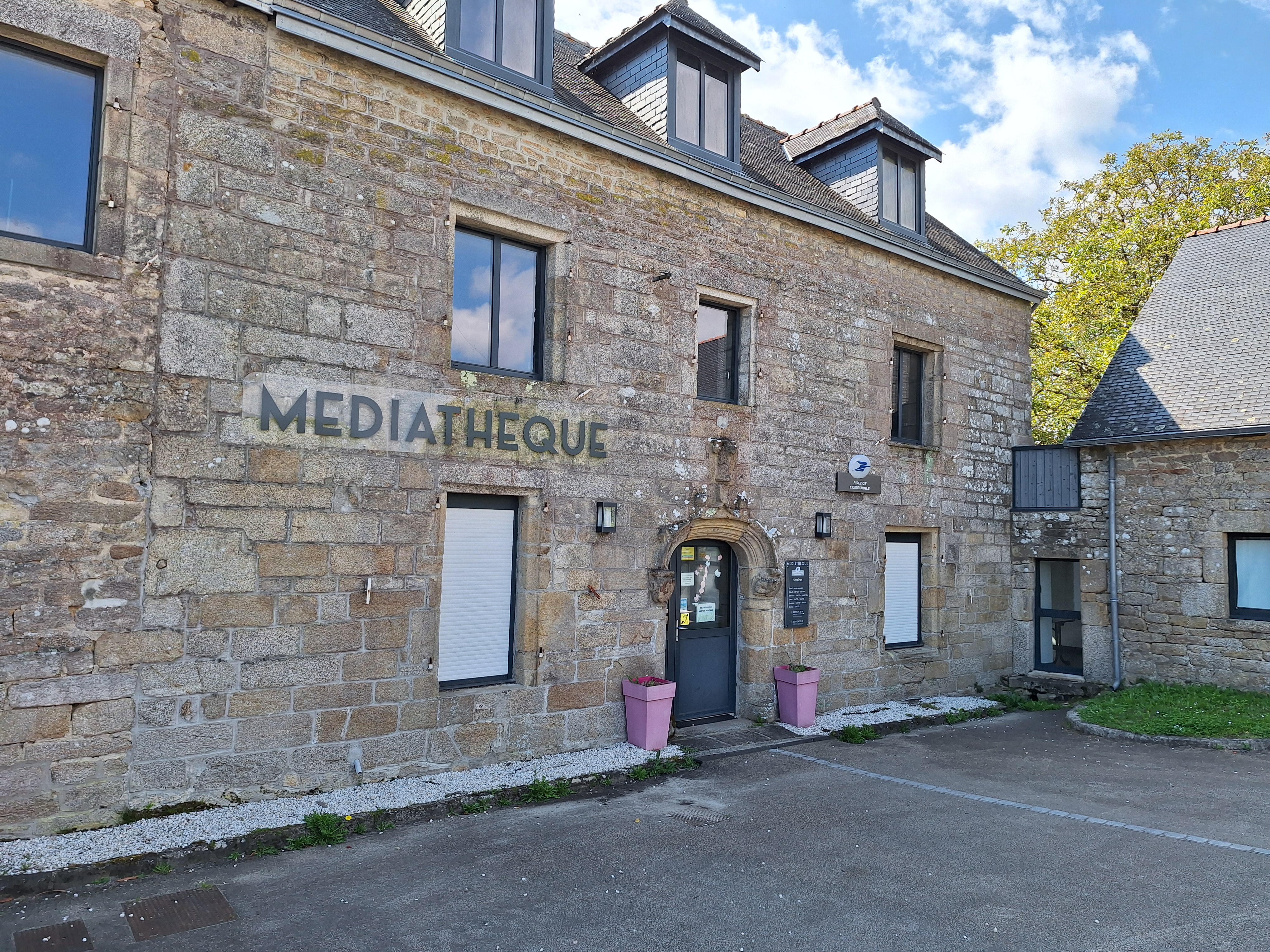
L'ancien presbytère faisant office aujourd'hui de médiathèque et de bureau de poste.

##### Chapelle Saint-Paterne et fontaine
La chapelle, située dans le hameau de Ouennec, est une fondation de René du Fresnay, chevalier de l'ordre du Roy, vicomte de Meslan, baron du Faouët et de Barrégan. La construction porte les dates 1641 et 1642 mais a subi des remaniements en 1754 et 1919. Construite au milieu du XVIIe siècle, le poids de la tradition et les hésitations des constructeurs face à un art nouveau y sont manifestes, notamment dans la forme des ouvertures et leur répartition. La forme évolue d'est en ouest. Les arcs sont fortement brisés dans le chœur et faiblement brisés dans la nef. Les fenêtres des pans diagonaux du transept ainsi que la porte dans le bras nord sont murés.

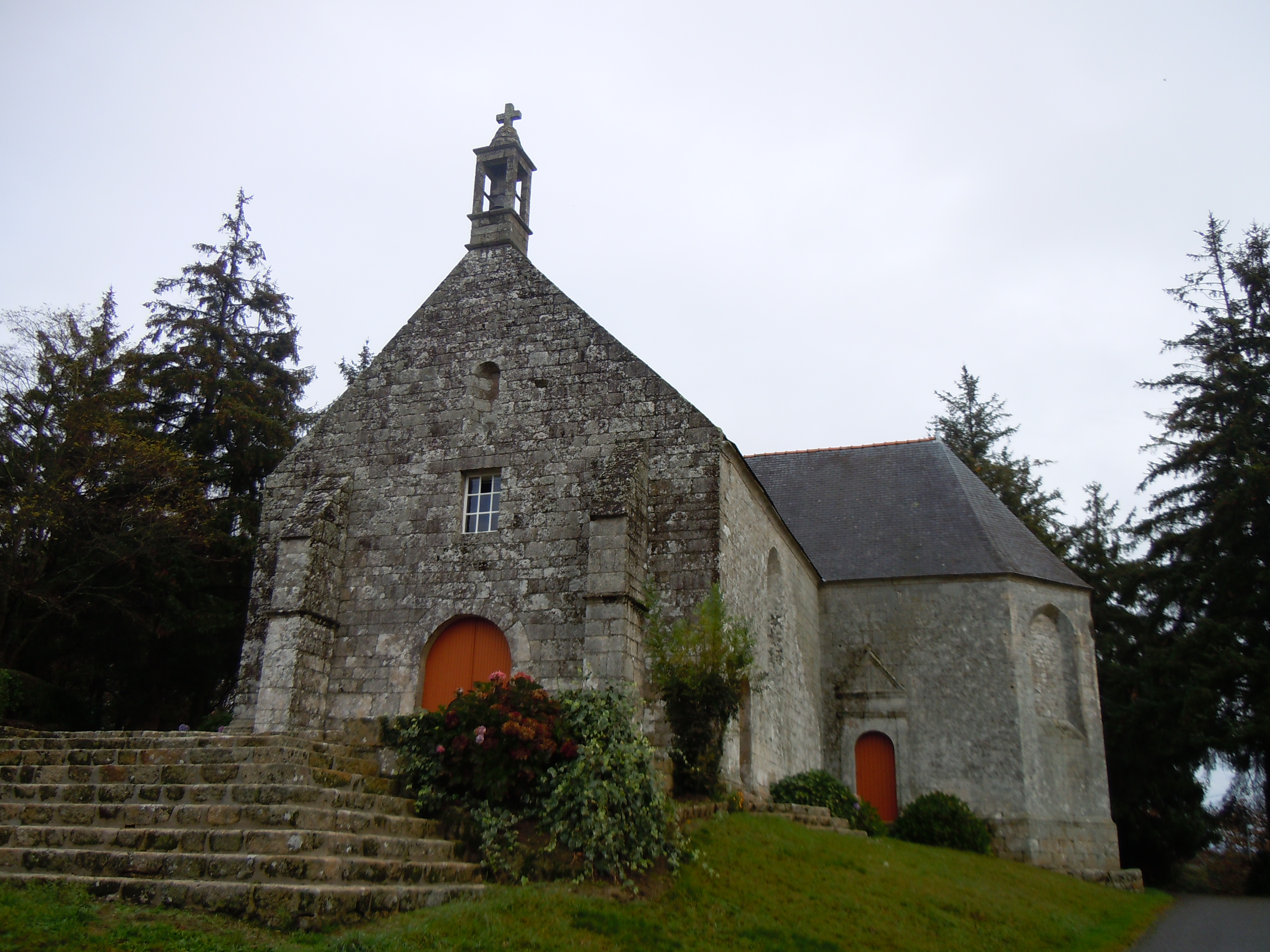
La chapelle Saint-Paterne.

##### Chapelle Saint-Georges et fontaine
La chapelle Saint-Georges date du XVIe siècle ou du XVIIe siècle, mais a été raccourcie et sa façade Ouest reconstruite en 1958.

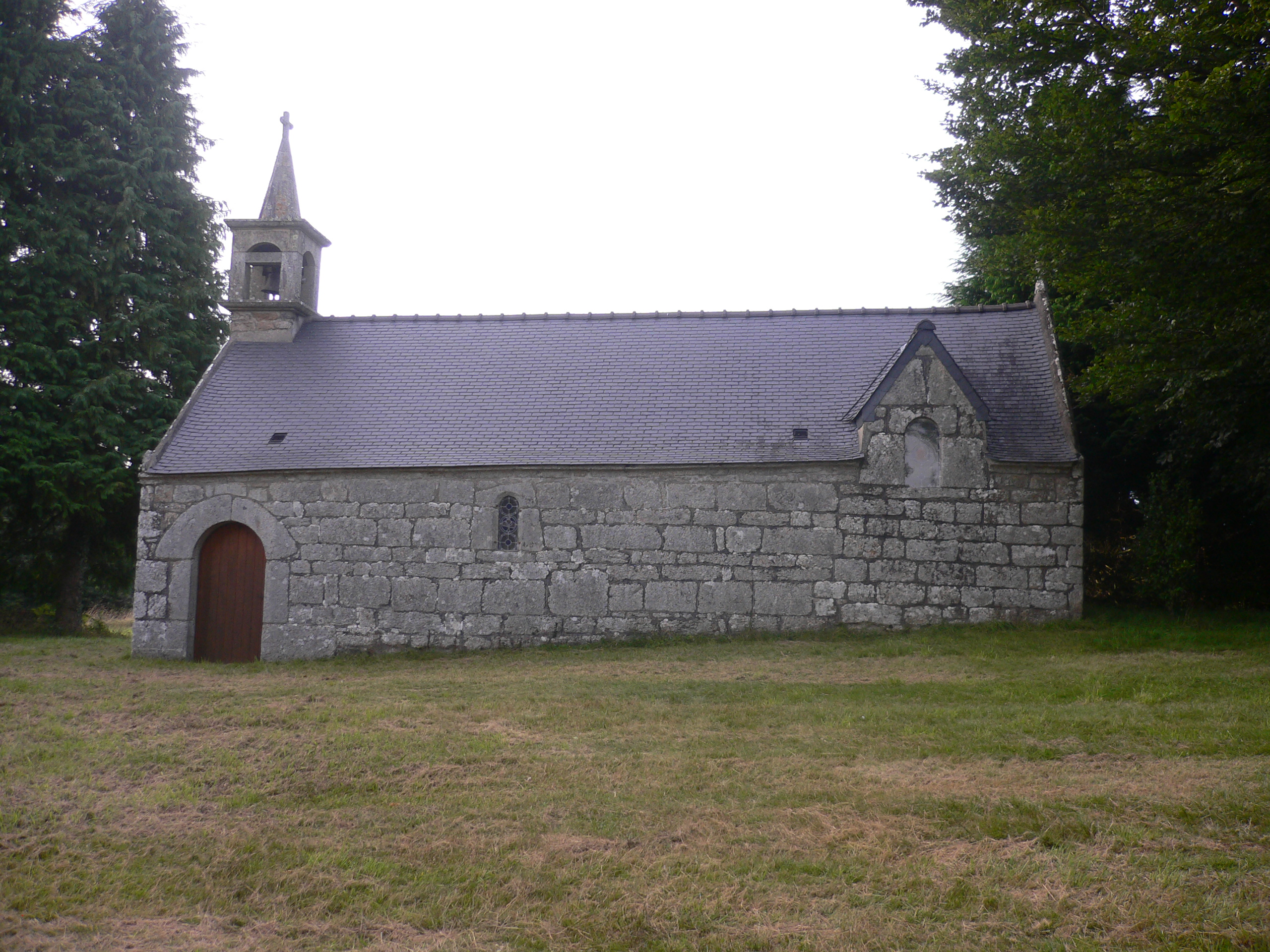
Saint-Georges, une modeste chapelle de campagne.

##### Chapelle Saint-Armel
« À Meslan (...) on invoque saint Armel pour obtenir la guérison des maux de tête. Voici le rite traditionnel :  on offre au saint du blé qu'on a pris soin de faire passer dans une coiffe ou un chapeau. Cette coutume a peut-être son origine dans la légende du saint. On raconte qu'étant jeune écolier,le Bienheureux avait déjà une telle réputation de sainteté que l'un de ses condisciples, pris d'une fièvre violente, mit avec confiance sur ses épaules le manteau d'Armel et fut guéri. Non loin de la chapelle dédiée au saint, il y a une fontaine avec sa statue. La procession s'y rend le jour de sa fête ». La chapelle, construite en 1730, en granite et pierre de taille, a la forme d'un vaisseau simple

#### Châteaux et manoirs

##### Manoir de Boblaye
Le manoir du lieu existait dès 1323. Étienne Gauvin le vendit à Hervé de Léon. En 1363, il passa par alliance à la famille de Rohan. Enfin en 1645, il est acquis par Claude Le Puillon, sénéchal de Pont-Scorff. Depuis il est resté dans cette famille. Le manoir actuel, de style Louis XIII, a été édifié en 1666. L'édifice n'a pas beaucoup changé depuis cette époque avec une cour comprenant une maison de maître, des bâtiments d'habitation et d'exploitation agricole, un puits, un four à pain. Son enceinte comprenait aussi autrefois une porte cochère et une porte piétonne ainsi qu'une tourelle cylindrique. Le manoir, devenu demeure fermière, est situé à 5 kilomètres du bourg, près des Roches du Diable.

##### Château de Boblaye
La famille Le Puillon de Boblaye, après plus de trois siècles de présence, fit bâtir le château au XIXe siècle. Demeuré depuis dans la famille, il se trouve en contrebas du manoir de Boblaye. Situé dans un beau parc, il ne peut qu'être aperçu extérieurement. Il est inscrit à l'inventaire général du patrimoine culturel.

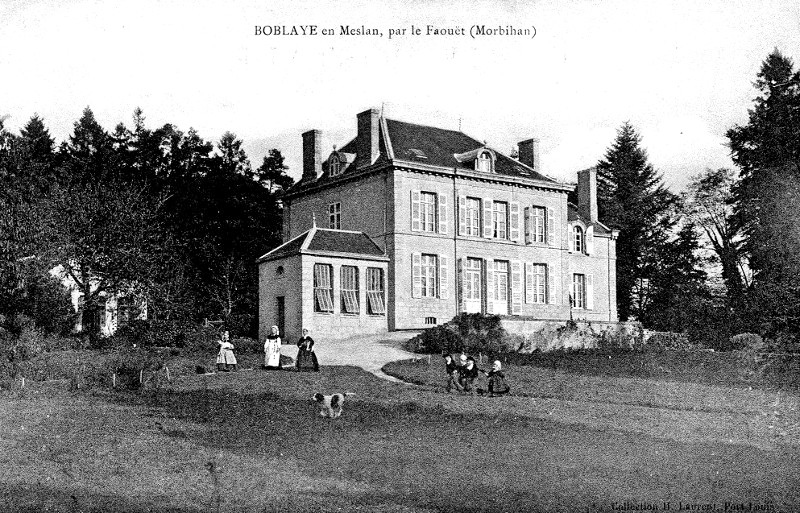
Le château de Boblaye vers 1925 (carte postale).
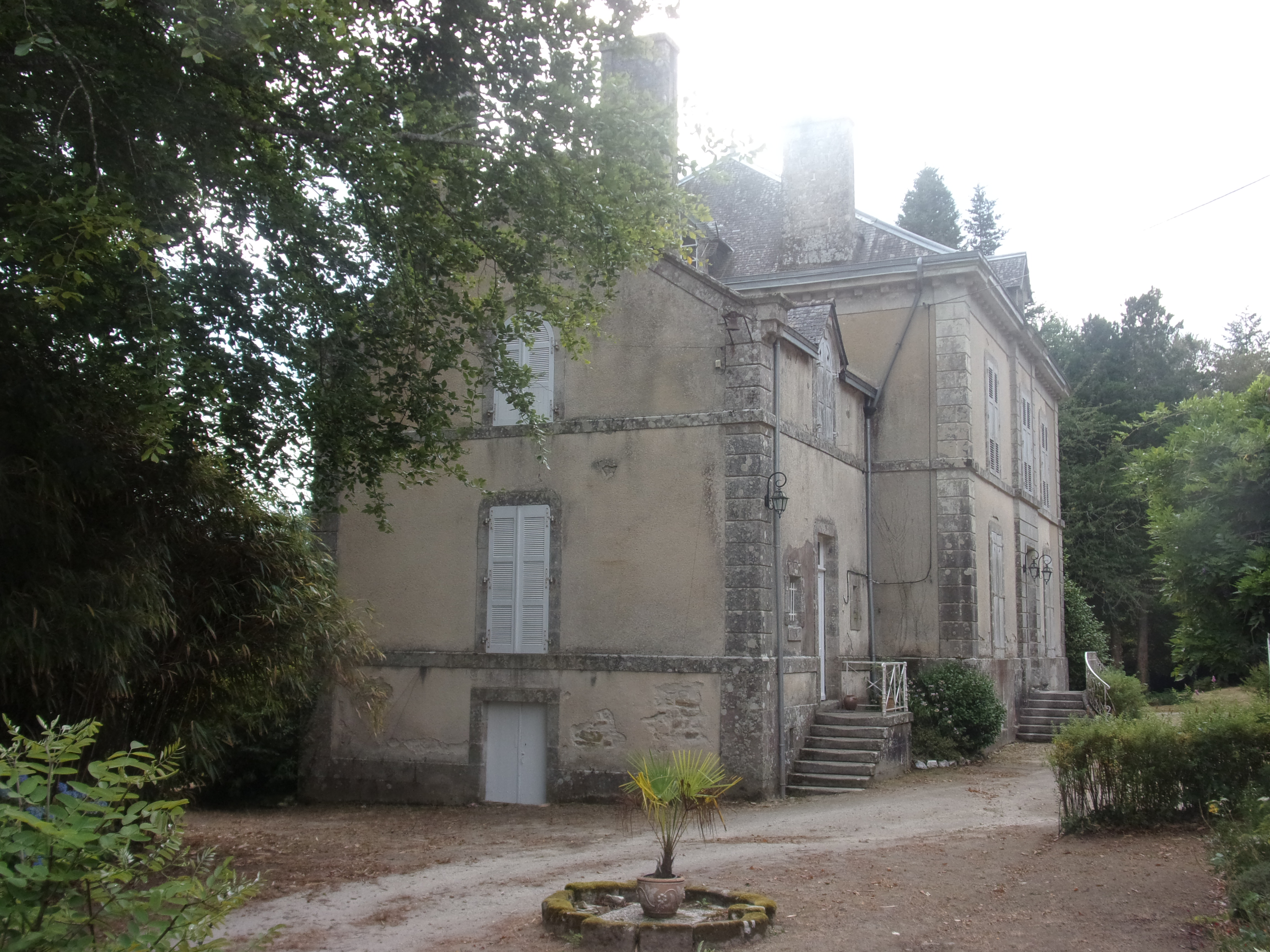
Le château de Boblaye en 2022.

###### Manoir de Stang Hingant
Le manoir de Stang Hingant datedu XVIIIe siècle, dénommé château au XIXe siècle, ce n'est plus maintenant qu'un vieux manoir pratiquement ruiné. C'était le berceau d'une grande famille  dont on retrouve la trace dans les paroisses voisines. Les Stanghingant possédèrent le lieu au moins de 1427 jusqu'en 1684. Par mariage il passa aux Jeguic qui édifièrent le manoir actuel. Il est inscrit à l'inventaire général du patrimoine culturel.

###### Manoir de Kerroualch
Le nom de la seigneurie s'est un peu modifié avec le temps. On parle de la Villa Mouale en 1282, puis de Kerrouarc'h, de Keranmoal en 1499 et de Kermoual en 1766. Elle appartient à Henry Le Moign en 1427 et demeura dans la famille jusqu'en 1481. Elle passa par alliance à la famille de Kerancourchin à la suite du mariage de Nicolas de Kerancourhin avec Catherine Le Moign en 1514. Le manoir actuel date du XVIIe siècle. L'accès à l'étage se fait par un escalier à vis situé dans une grosse tour arrière. L'ensemble fut restauré par René Baellec, son propriétaire de l'époque, entre 1701 et 1724. 
Il est inscrit à l'inventaire général du patrimoine culturel.

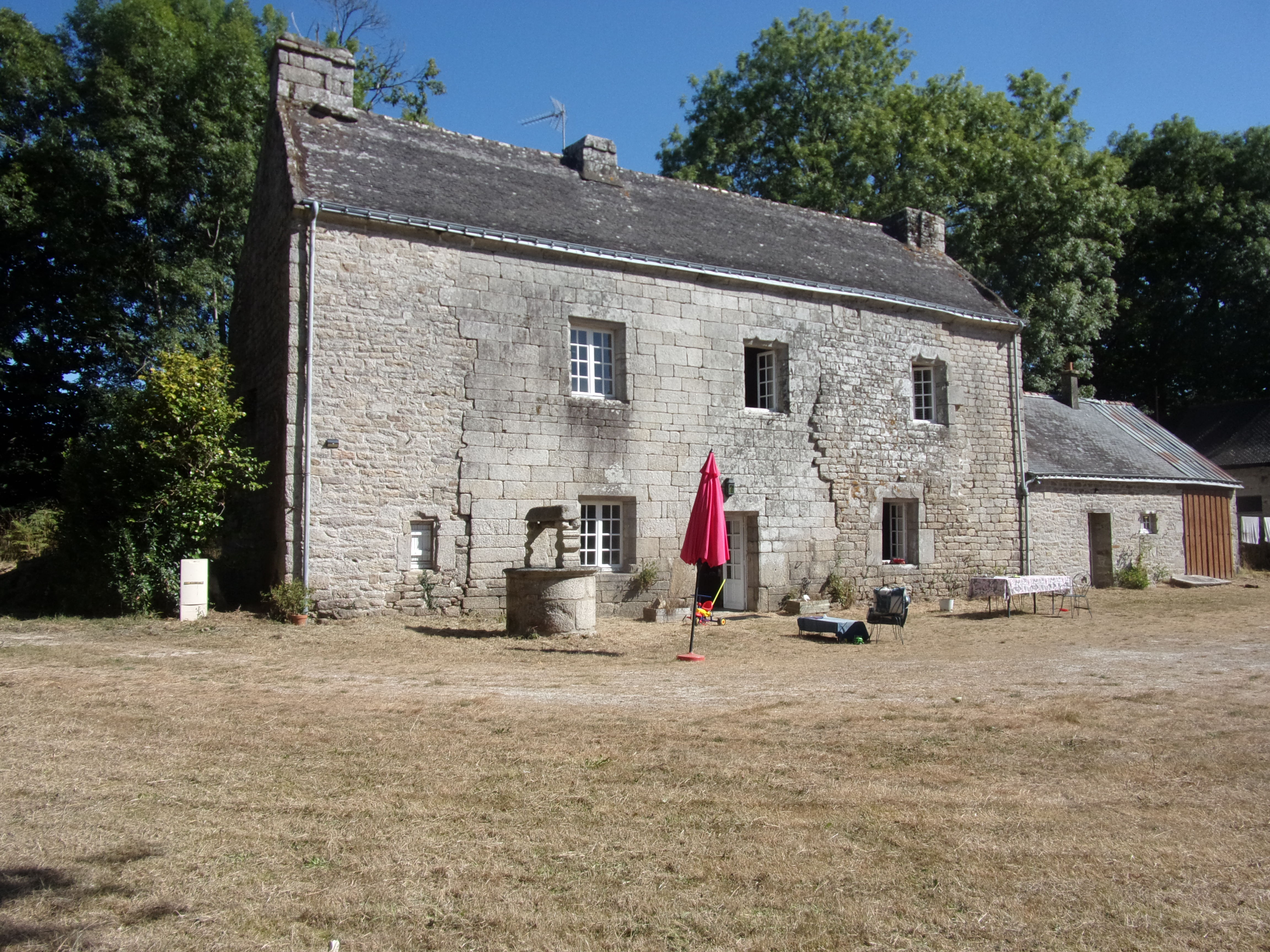
Le manoir de Kerroualch.

###### Manoir de Restinois
Le manoir de Restinois date du XVIIIe siècle, il est inscrit à l'inventaire général du patrimoine culturel.
La seigneurie, parfois dite de Restingoez ou Restunoel appartenait aux Stanghingant en 1650 avant de passer par alliance aux Hayeux. Elle est vendue en 1699 à Pierre Audouyn, avocat au Parlement de Bretagne; Son manoir, très simple mais mutilé, a sa partie centrale datée de 1799.

#### Divers
- Maisons anciennes : Restedou (elle date du XVIIe siècle ou du XVIIIe siècle)[88] ; Saint-Georges (couverte de chaume, elle date de 1667)[89] ; Pont Foriec (XVIIe siècle)[90] ; les Salles de Boblaye[91].
- Fontaine Saint Louis

### Héraldique
| Armes de Meslan | Les armes de la commune de Meslan se blasonnent ainsi : De gueules au sautoir d'argent; au chef d'hermine. Création J-Cl. Renaud. Armes de la famille de Stanghingant (1426) sommées d'un chef de Bretagne. |

## Personnalités liées à la commune
- Mathurin Picarda, ancien vicaire apostolique de Sénégambie (actuel Sénégal), puis évêque du Sénégal, né à Meslan en 1845, mort à Dakar en 1889.
- Mathurin Le Hors, ingénieur et botaniste, né à Meslan en 1886, mort à Saint-Pierre en 1952.